# 恵比寿ガーデンプレイス
恵比寿ガーデンプレイス（えびすガーデンプレイス、英: Yebisu Garden Place）は、東京都渋谷区恵比寿及び目黒区三田に所在する再開発地区・複合商業施設。
サッポロビール工場跡地の再開発事業として計画され、1994年に開業した。本項では管理運営にあたるサッポロホールディングス傘下のサッポロ不動産開発についても記載する。

## 概要

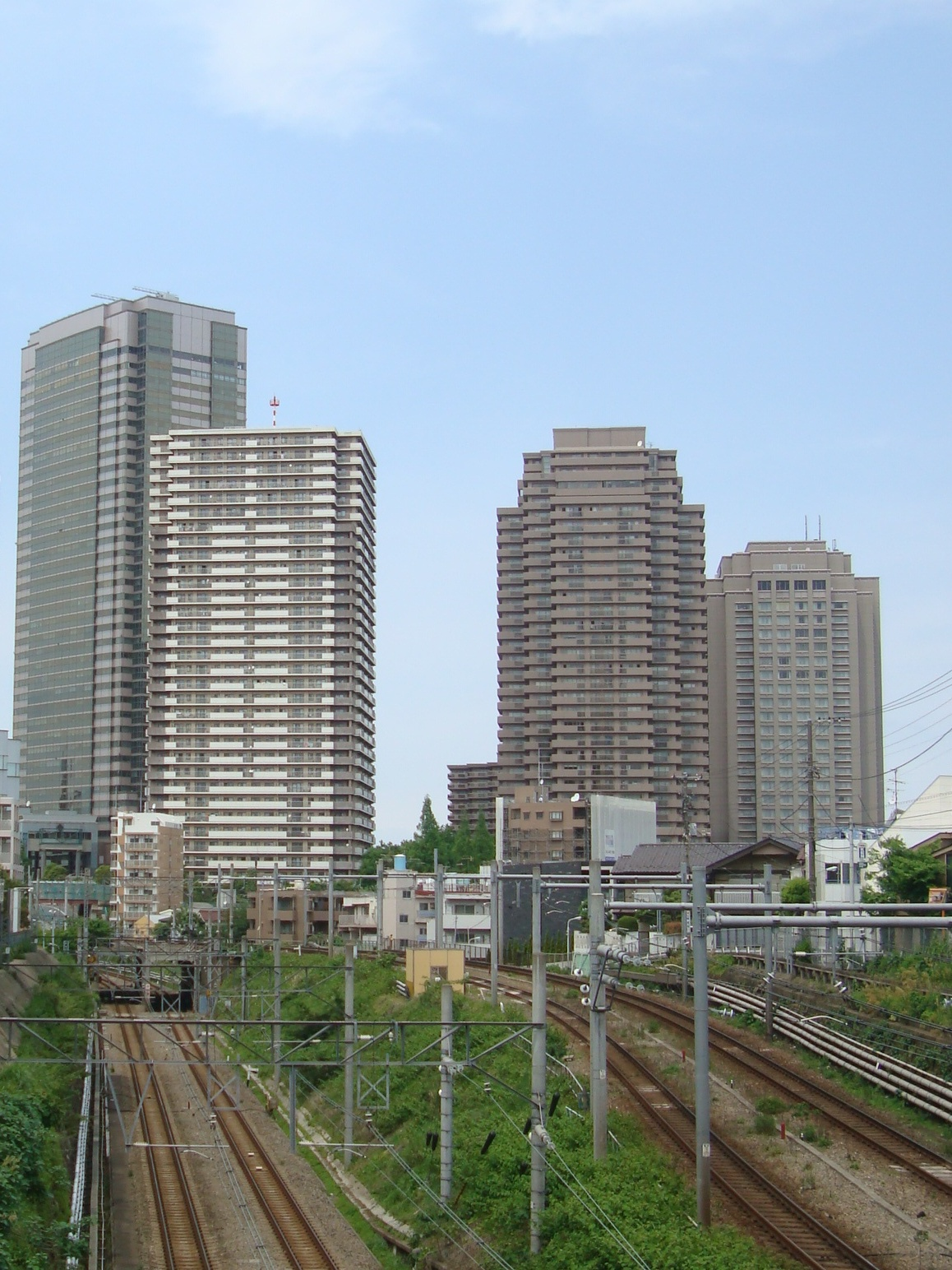
恵比寿ガーデンプレイス

「恵比寿ガーデンプレイス」はオフィスビル、商業施設、レストラン、集合住宅、美術館などで構成されており、事業主であるサッポロホールディングスやサッポロビールの本社も所在する。
施設の入口は、東日本旅客鉄道（JR東日本）恵比寿駅からおよそ400メートル南にあり、駅とは冷房付きの動く歩道「スカイウォーク」（約400m）によって結ばれている。施設所在地は、北側半分が渋谷区恵比寿四丁目、南半分が目黒区三田一丁目である。
第37回BCS賞、1997年日本建築学会賞（業績）、平成7年度都市景観大賞（都市景観100選）、空気調和・衛生工学会賞、電気設備学会賞を受賞。

### 歴史
1887年（明治20年）9月6日、日本麦酒醸造が目黒村三田および渋谷村にまたがる場所に創設した工場で「ヱビスビール」の製造を開始し、ビールを運び出すために場内に敷かれた引込線の日本鉄道の小さな貨物駅は「恵比寿荷扱停車場」から「恵比寿駅」となり、周辺の地名も「恵比寿」となった。
長らく首都圏の主力工場として活躍してきた恵比寿工場であったが、1980年代に入ると、老朽化し手狭となったためこれを移転し、その跡地を再利用する計画が社内で持ち上がり、都が策定中だった「恵比寿地区整備計画」と連動しながら、具体的なプランとして次第に形を整えていった。
1987年、都は「恵比寿地区整備計画素案」を発表し、それに則りサッポロビールでは、「恵比寿工場跡地再開発計画 - 水と緑と山の手情報文化都市構想」を明らかにし、開発を自社の手で行い、本社も中央区銀座からこの地へ移す決定がなされ、翌年、恵比寿工場は千葉県船橋市の京葉食品コンビナートに移転し、千葉工場として操業を始め、同年「恵比寿地区整備計画素案」は、「特定住宅市街地綜合整備促進事業（特住総）」として建設大臣の承認を受け、工場跡地はその「主要な街区」に位置づけられ、住戸約1000戸を含む複合都市として開発を進めることになった。
1991年8月に着工するが、バブル崩壊に見舞われ、93年11月にサッポロビールは、収益の柱となるオフィスビルの賃料を当初計画より4割引き下げるなど事業計画の大幅な修正を行った。これによって収入不足分を補うため、3棟全てを賃貸としていたマンション1棟を分譲に切り替えるなどの決定を下している。厳しい事態に直面もしたが、1994年9月に無事に竣工を迎え、10月8日にグランドオープンした。
2008年、サッポロHDは恵比寿ガーデンプレイスの不動産持ち分15%を米・モルガン・スタンレーに売却したが、12年3月に再取得して完全保有している。

### 設計・構造

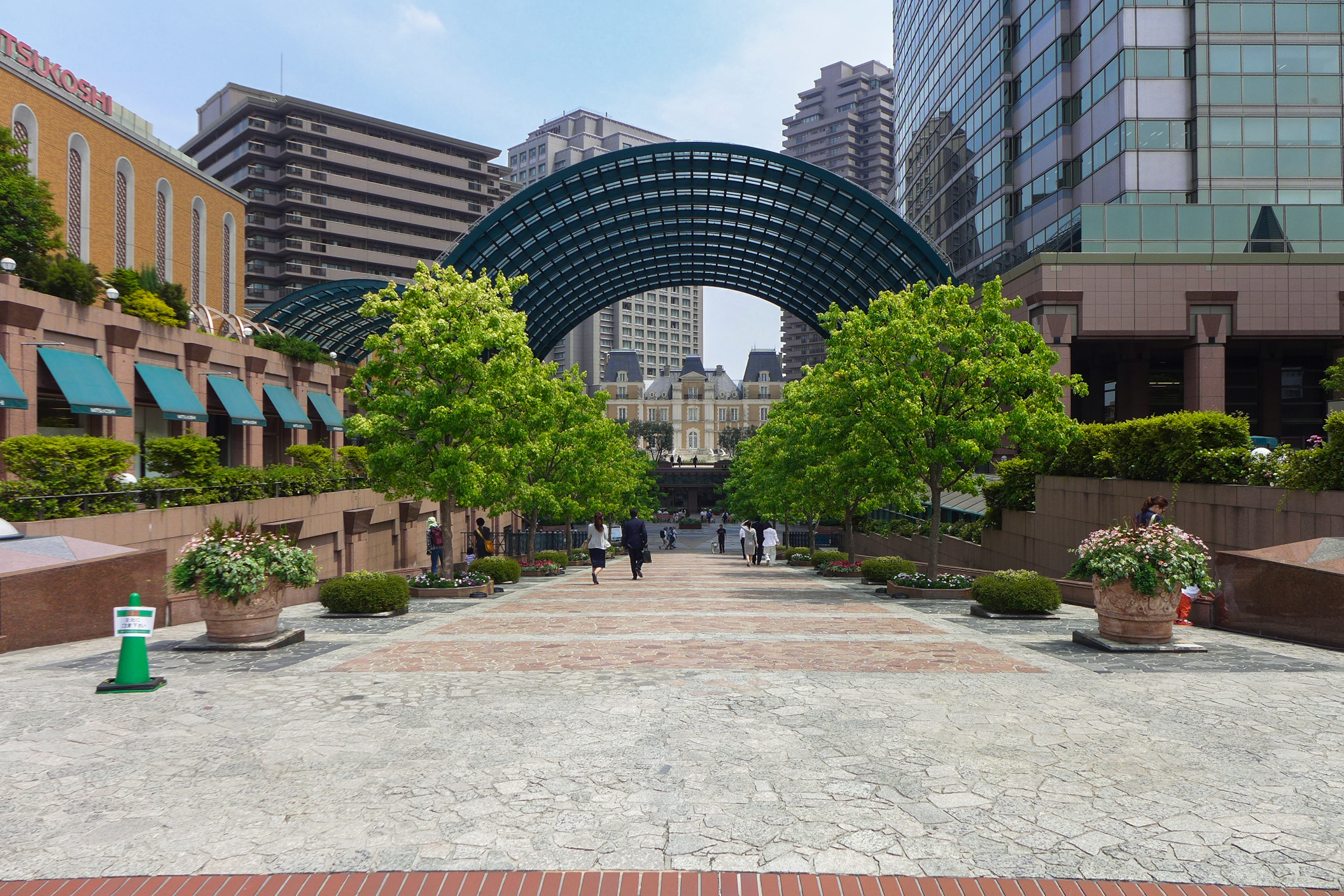
坂道のプロムナードとセンター広場(2015年5月)

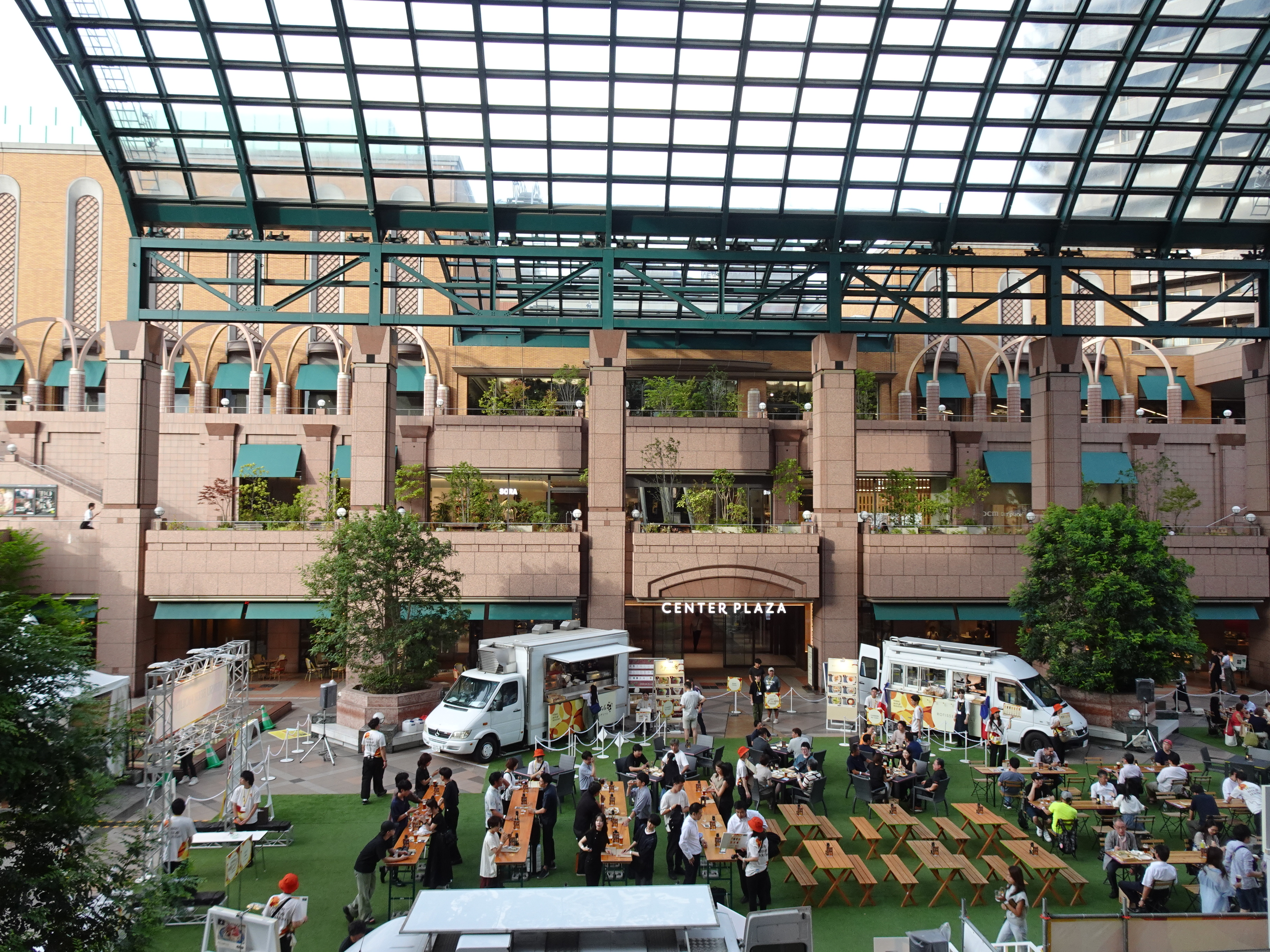
センター広場(2024年8月)

再開発計画の検討・着手段階からオープンまでは約10年が費やされ、本来はビール会社であるサッポロビールは、大規模開発のノウハウを持たないため、設計に久米設計、施工は大成建設と鹿島建設、または不動産会社、銀行、商社、そして住都公団（現：都市再生機構）などの協力を得て、プロジェクトチームをつくり、プランを練り上げた。
構想案を描いたのが、久米設計設計部副部長だった岡本賢（のち社長）。当時、人と暮らしを豊かにする多用な生活文化に関わっていく方針で経営を進めていたサッポロビールから、この開発でも、人が豊かな時間を過ごせる場をつくってほしいという要望が出されていたことを踏まえ、ビールの故郷であるドイツを訪ね、そこからヨーロッパの成熟した都市空間をイメージした街づくりをしようという議論が起こり、プロジェクトチームで現地視察に赴くことになった。その結果、ヨーロッパの街は路地に入るとそれまでとは別の光景が現れることに着想を得て、低層部は、場所によって別のイメージが現れる都市空間をつくることになり、恵比寿ガーデンプレイスといったときにはっきりとイメージされるような場所が必要だとして形づくられたのが、ゆったりとしたスロープを下り、街の中央の地下1階レベルに大屋根を架け整備されたセンター広場である。この広場のデザインモチーフは岡本によれば、視察でドイツのニュルンベルクの旧市街を訪れたとき出会った広場だという。
開発には総合設計制度が活用され、建物の全容積の35%を地下に設けることで、敷地面積の60%を空地にして緑をふんだんに配置。外壁やペーブメントにはレンガや御影石も多用され、デザインコンセプトである「ヨーロピアンテイスト」が表現されている。また地下空間には1900台収容可能な駐車場、地域冷暖房施設、水の再利用を行う中水道設備、街の各所で発生するごみを1ヶ所に集めて衛生的に処理するごみ空気輸送設備の収集センターなどが設けられた。
オープン20年目には非常用発電機を設置するなどのメンテナンスも行われた。

### 名称の由来
「ガーデンシティ（庭園都市）」と「マーケットプレイス（商業都市）」の性格をあわせ持った街、という観点から名付けられた。

## 構成施設
エントランスパビリオン
入り口付近にある建物で、大きなからくり時計が設置されている。からくり時計は毎日12・15・18時の3回、音楽に合わせて人形が登場して時を告げる。
BLUE NOTE PLACE

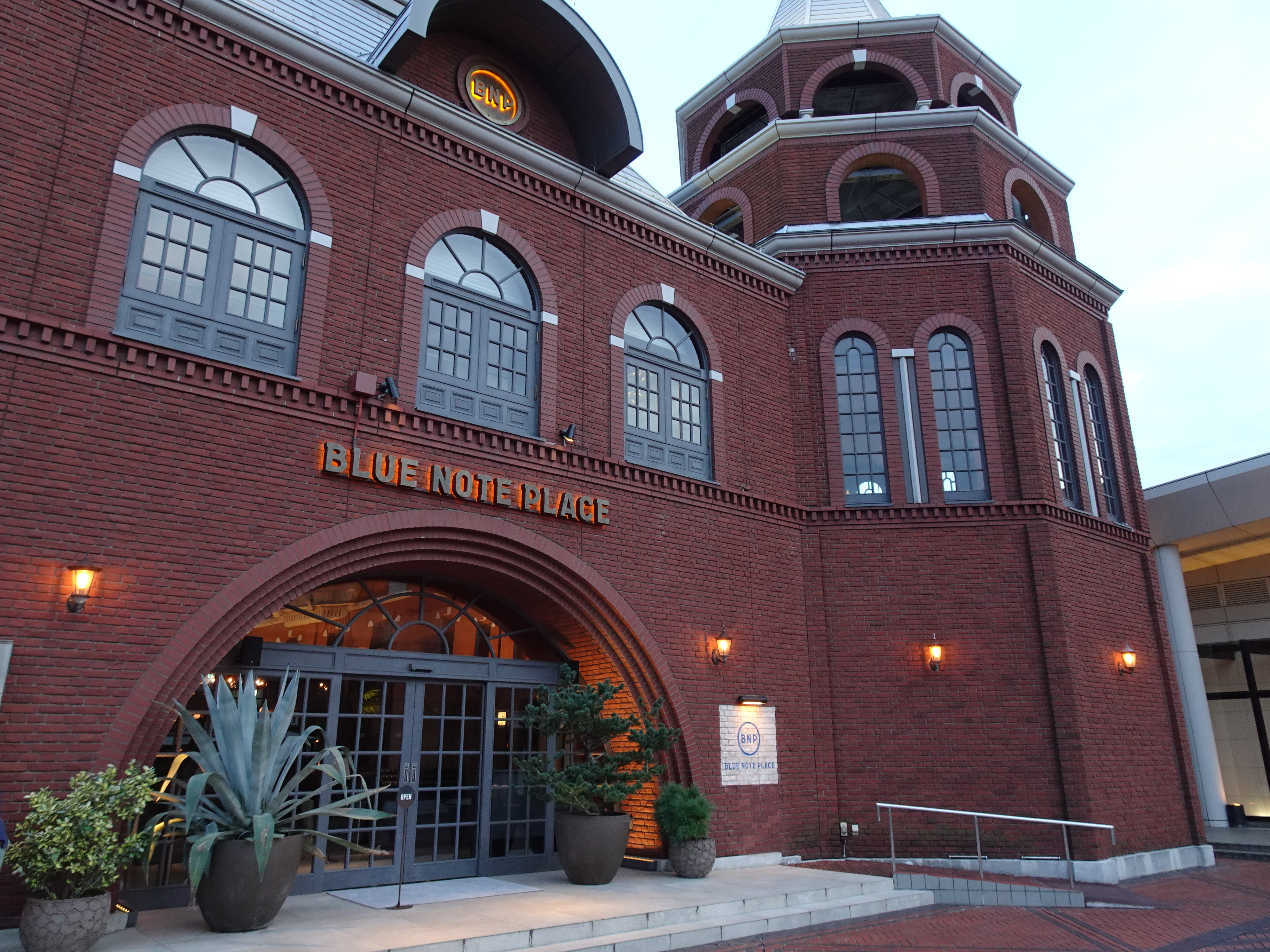
BLUE NOTE PLACEの外観(2024年8月撮影)

2022年12月6日、ブルーノート・ジャパンがビヤステーション恵比寿跡地に開業する新業態のダイニング。
グラススクエア
1階にフィットネス、地階に飲食店がある。
坂道のプロムナードとセンター広場　
ガーデンプレイスの中央付近にある広場。屋外であるが屋根があるので風がなければ雨天でも濡れずに利用できる。
サッポロ本社

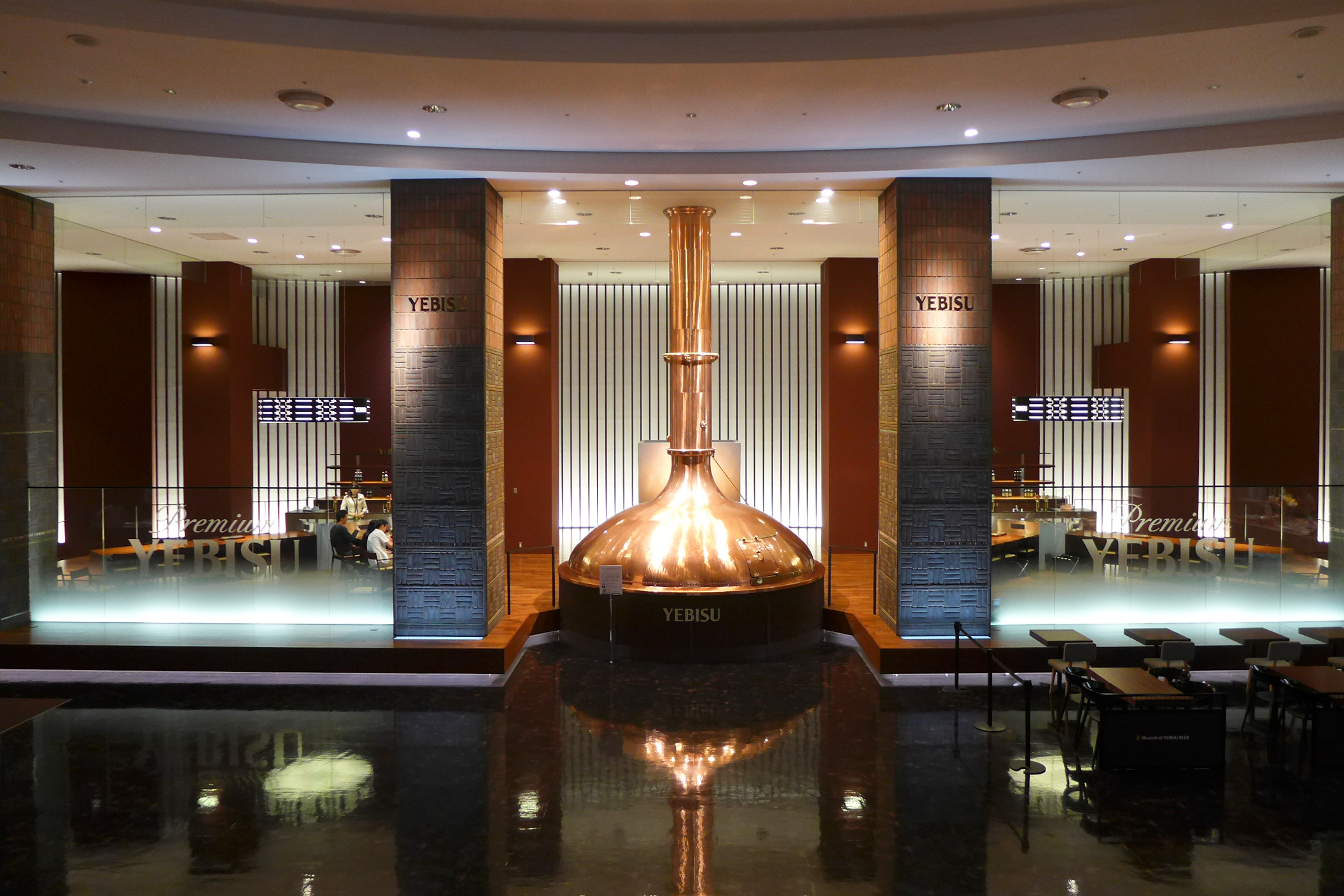
恵比寿麦酒記念館 仕込み釜(2015年5月撮影)

恵比寿ガーデンプレイス入口正面に位置するビルで、従前、銀座に本社を構えていたサッポロビールは、当地に本社を移すと共に、地下にビール文化を発信する「恵比寿麦酒記念館」を開館した。サッポロHDおよびサッポロビールが本社、ポッカサッポロフード&ビバレッジが東京本社を置く。この他神州一味噌などのサッポロHD傘下企業の本社事務所が入居する。外装にはビール工場のイメージを引き継ぐレンガタイルが使われている。さらに、2024年にはヱビスのブランド発信施設である「YEBISU BREWERY TOKYO」を開設し、当地でヱビスビールを再び醸造することとなった。

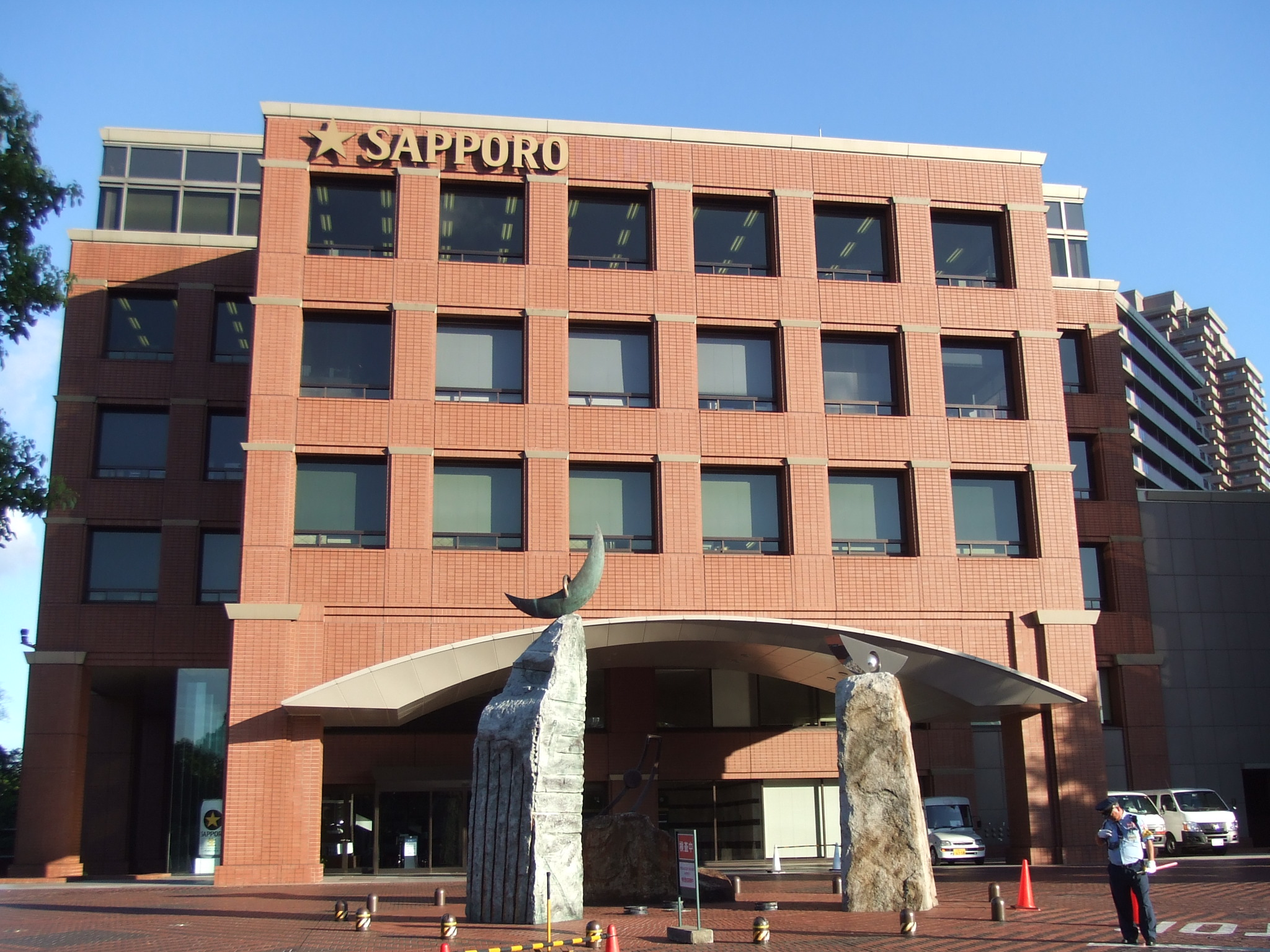
本社ビル(2007年9月)
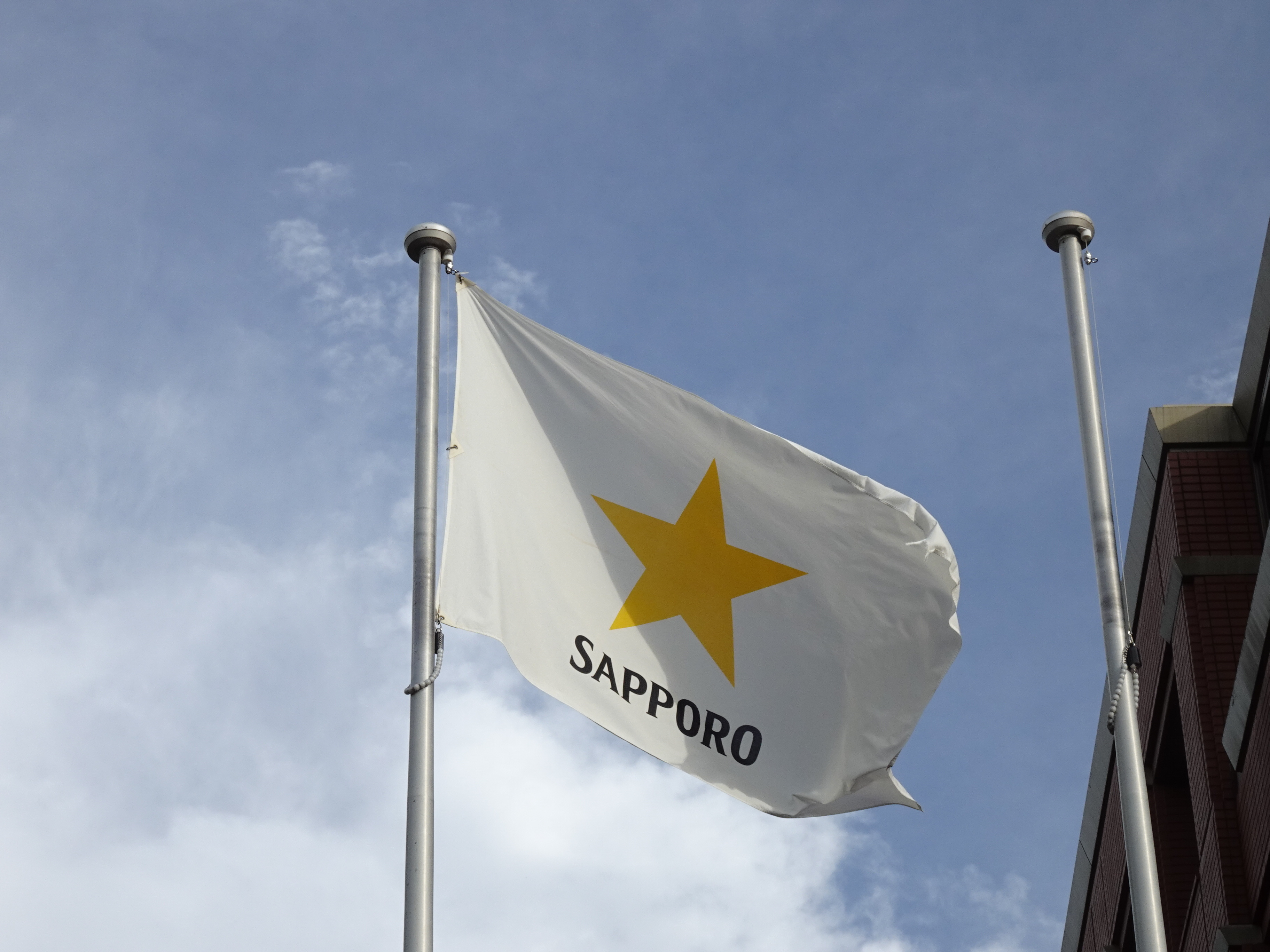
本社ビル横にある旗(2024年8月撮影)
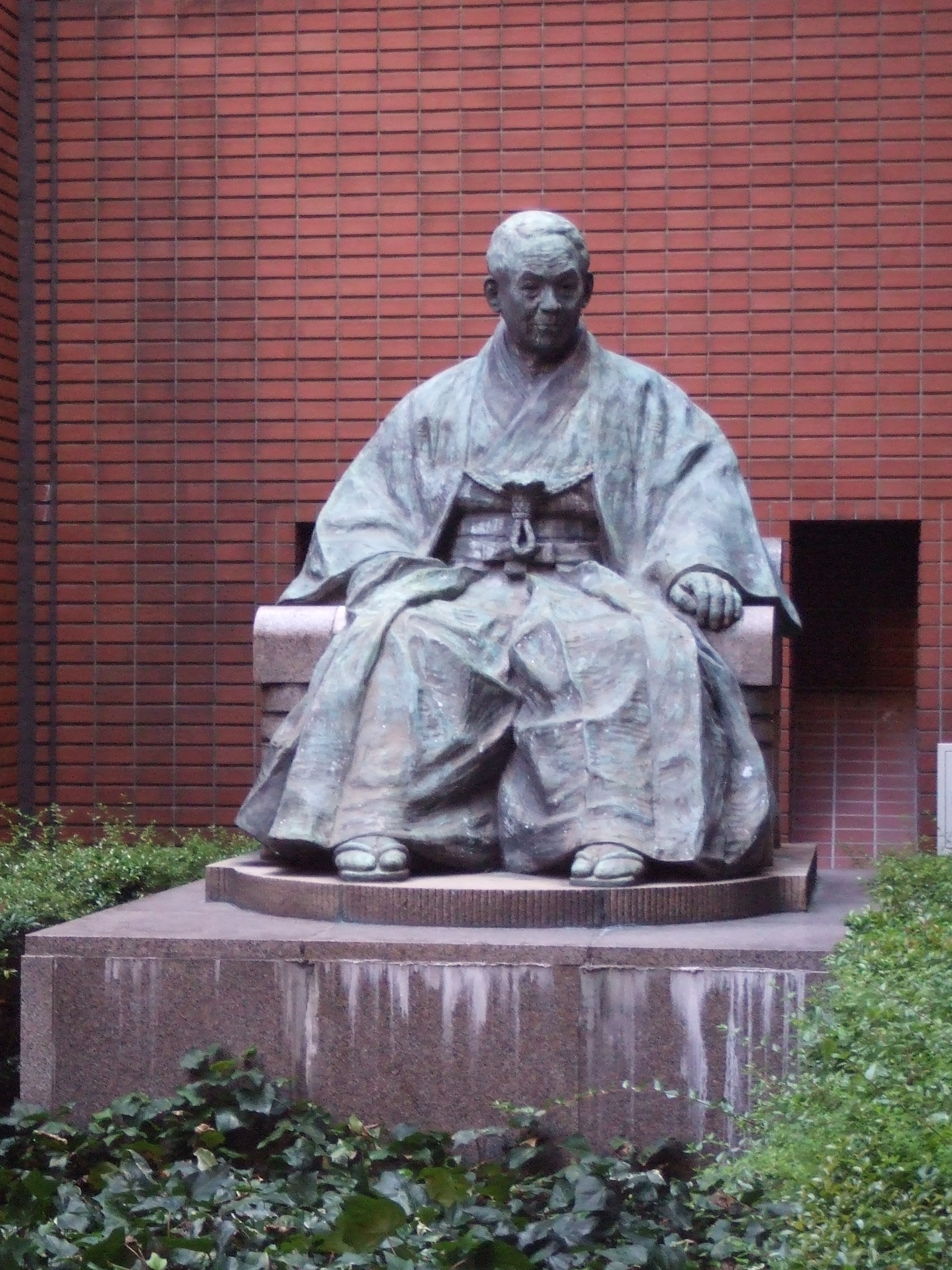
本社の近くに鎮座する「東洋のビール王」こと馬越恭平の銅像(2007年9月撮影)
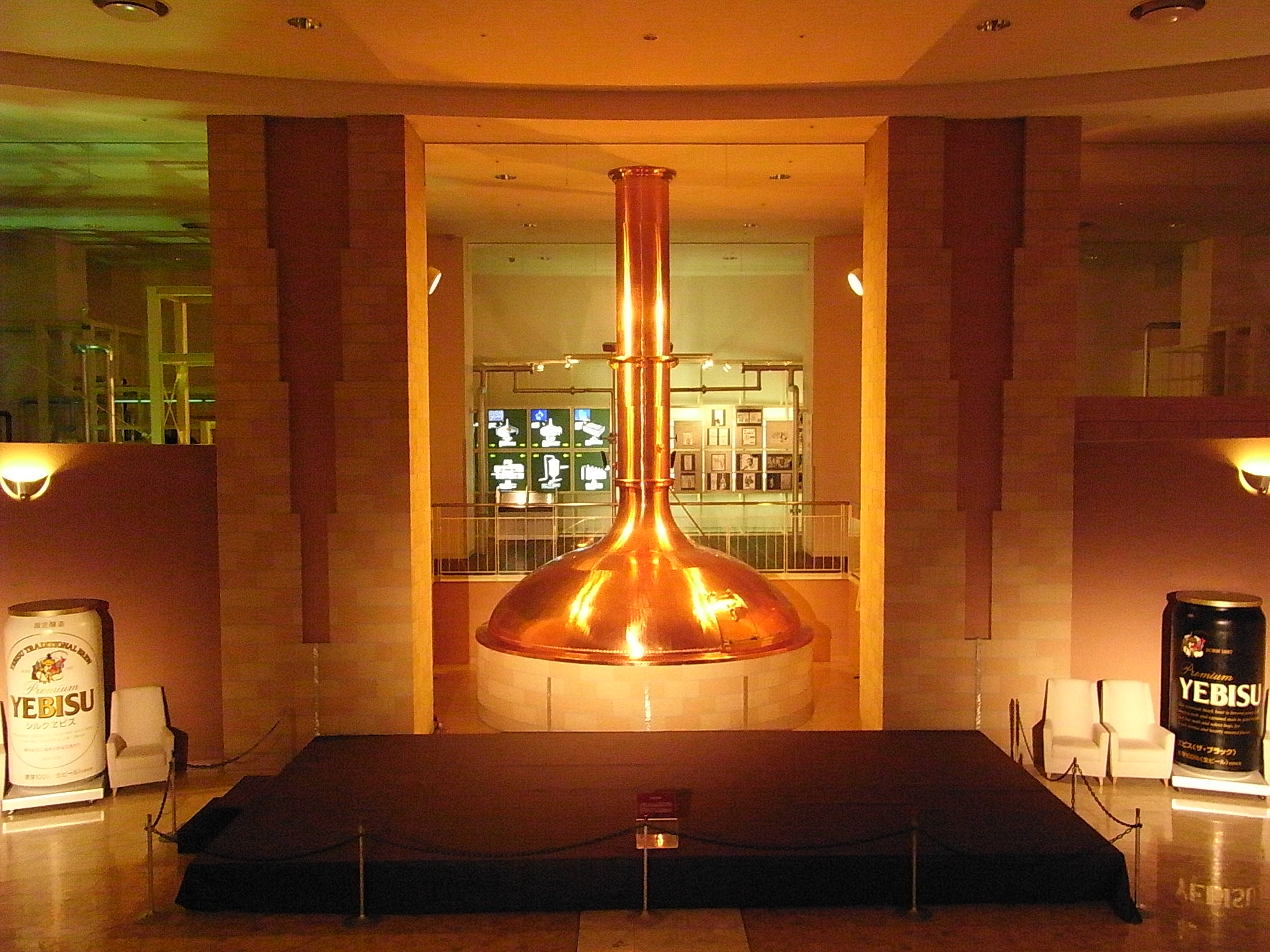
恵比寿麦酒記念館 仕込み釜(2009年4月撮影)
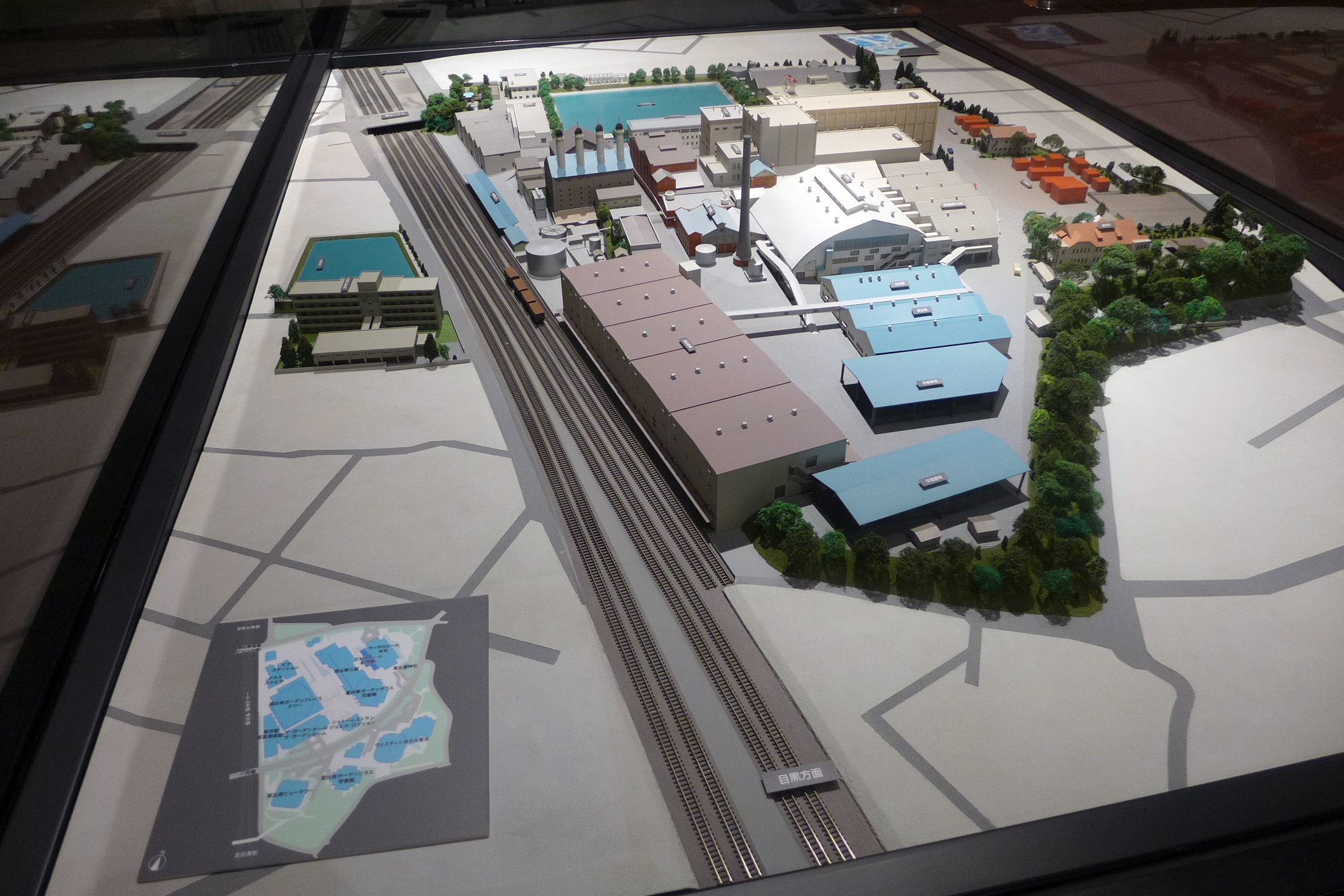
恵比寿麦酒記念館 旧工場模型(2015年5月撮影)
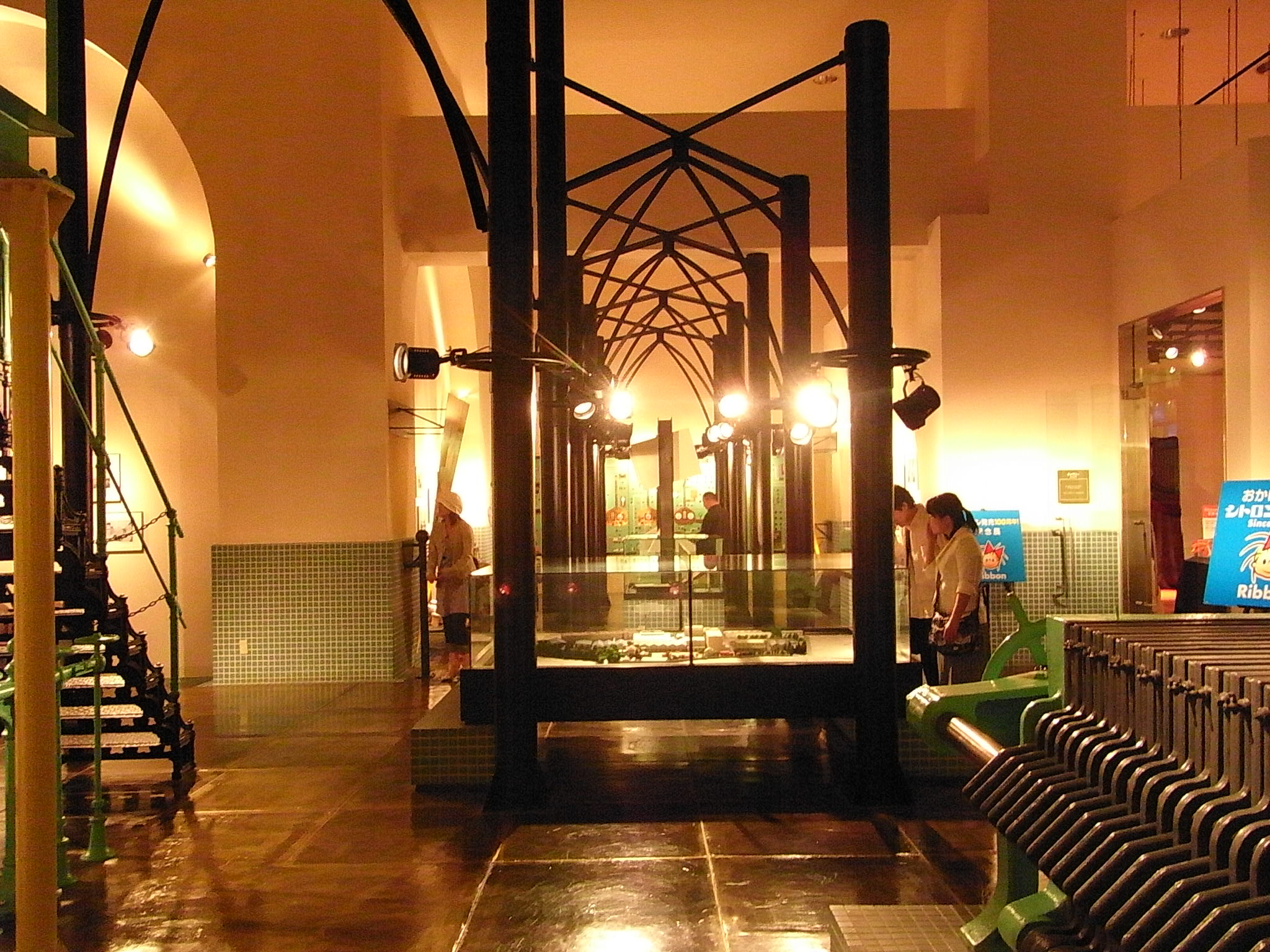
恵比寿麦酒記念館 展示場(2009年4月29日撮影)

センタープラザ

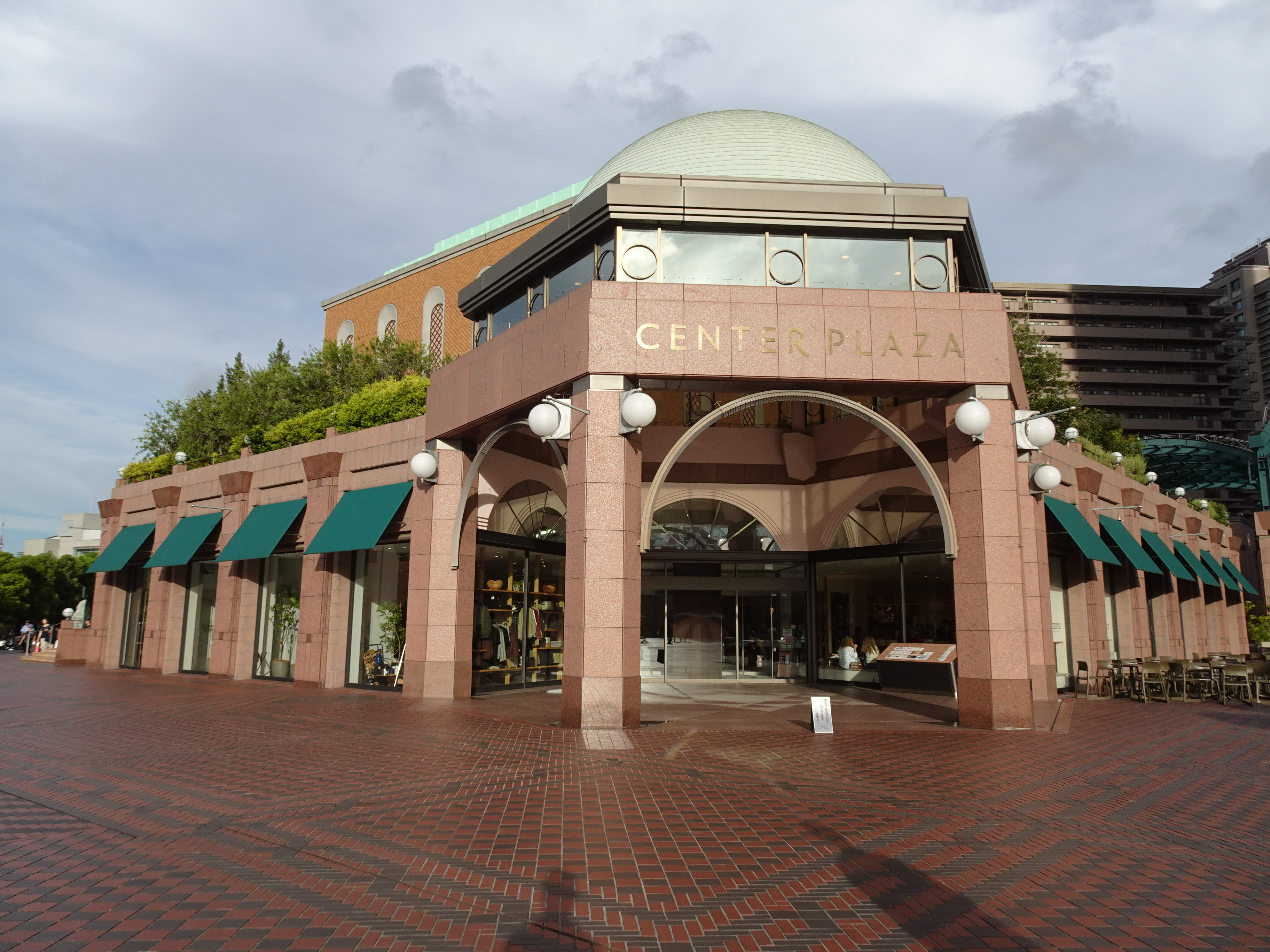
センタープラザの外観(2024年8月撮影)

閉店した恵比寿三越跡につくられた商業空間で、2022年4月、地下2階に「セントラルスクエア業態」のスーパーマーケット「ライフ」、「明治屋恵比寿ストアー」、「トモズ」（ドラッグストア）で構成される「フーディーズガーデン」が先行して開業し、11月8日には、地下1階と地上1階部分に26店舗が開業し全面オープンした。また地下1階の一部と地上2階にはオフィスエリアを新設している。
恵比寿ガーデンプレイスタワー
高さ167メートルの高層オフィスビル。インテリジェント機能に加え、2層吹き抜けのリフレッシュラウンジなどアメニティ機能も充実させ、38・39階には展望レストラン街「TOP of YEBISU」も配された。
エレベーターには、オフィス12階までと39階までがオーチス製、オフィス21階までと非常用（2基）と38・39階レストラン直通が日立製、オフィス31階までが東芝製である。12・21・31階には乗継階がある。2018年6月から日立製の非常用エレベーターを皮切りに、順次リニューアル工事が行われ、乗用は16セグメント式から液晶式に更新、各バンクの乗用エレベーター1基には車椅子操作盤が新設された。
| - 1バンク（No.1 - 7号機・オーチス製） B1 - 12（2階は通過）※車椅子対応機は4号機 - 2バンク（No.8 - 15号機・日立製） B1・1・12 - 21 ※車椅子対応機は12号機 - 3バンク（No.16 - 23号機・東芝製） B1・1・21 - 31 ※車椅子対応機は16号機 | - 4バンク（No.24 - 29号機・オーチス製） B1・1・31 - 39 ※車椅子対応機は24号機 ※土曜・休日は稀に、6基ある内の2基がスカイレストラン直通用として運行される。直通運転時はオフィスフロア（31 - 37階）には停車しない。 - スカイレストラン直通（No.30 - 31号機・日立製） 1・38・39 - 非常用（No.32 - 33号機・日立製） B5・B3 - B1・1 - 40 ※車椅子操作盤付き。32号機は1バンク側、33号機は4バンク側にある。 |

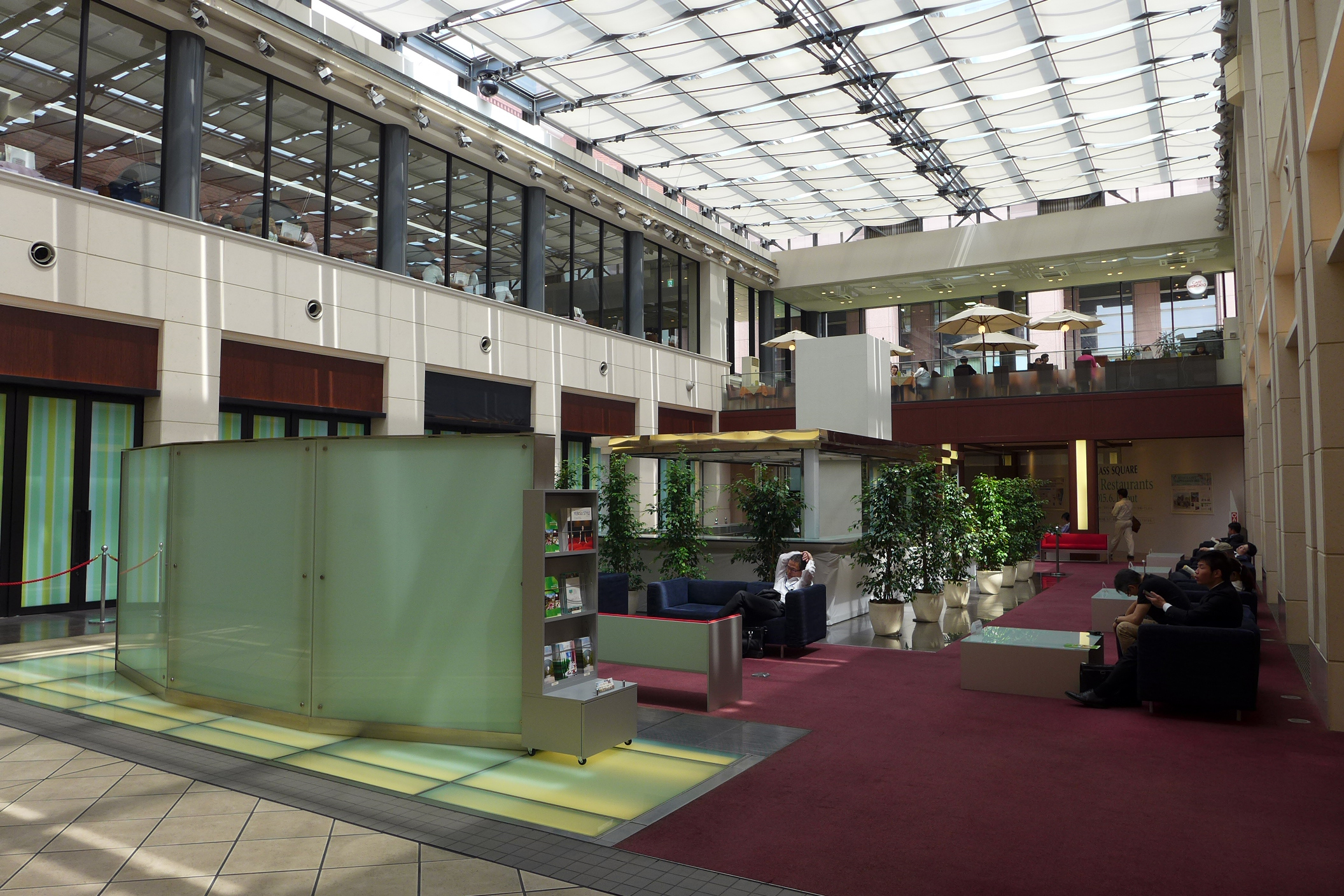
GLASS SQUARE
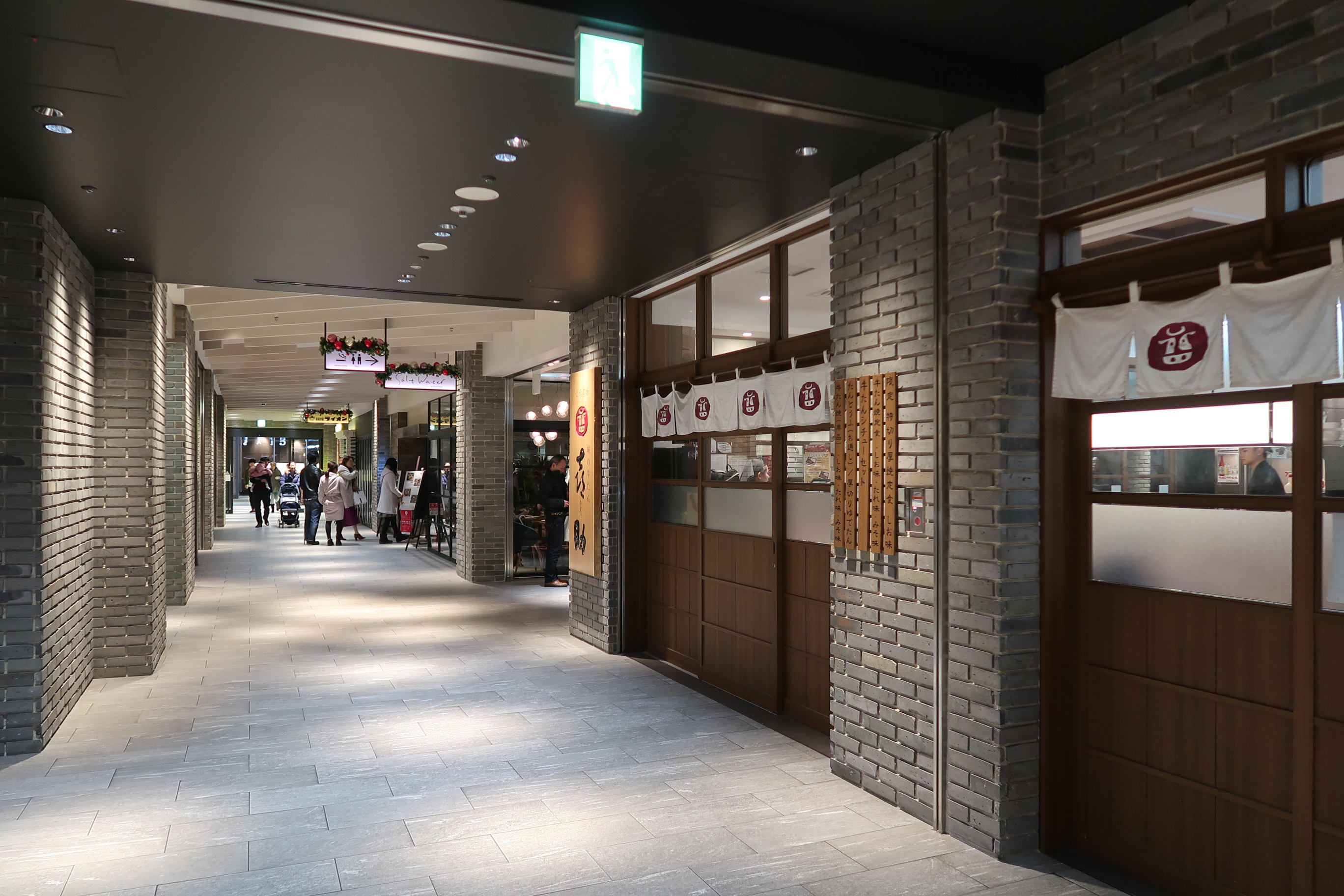
GLASS SQUARE 餐廳
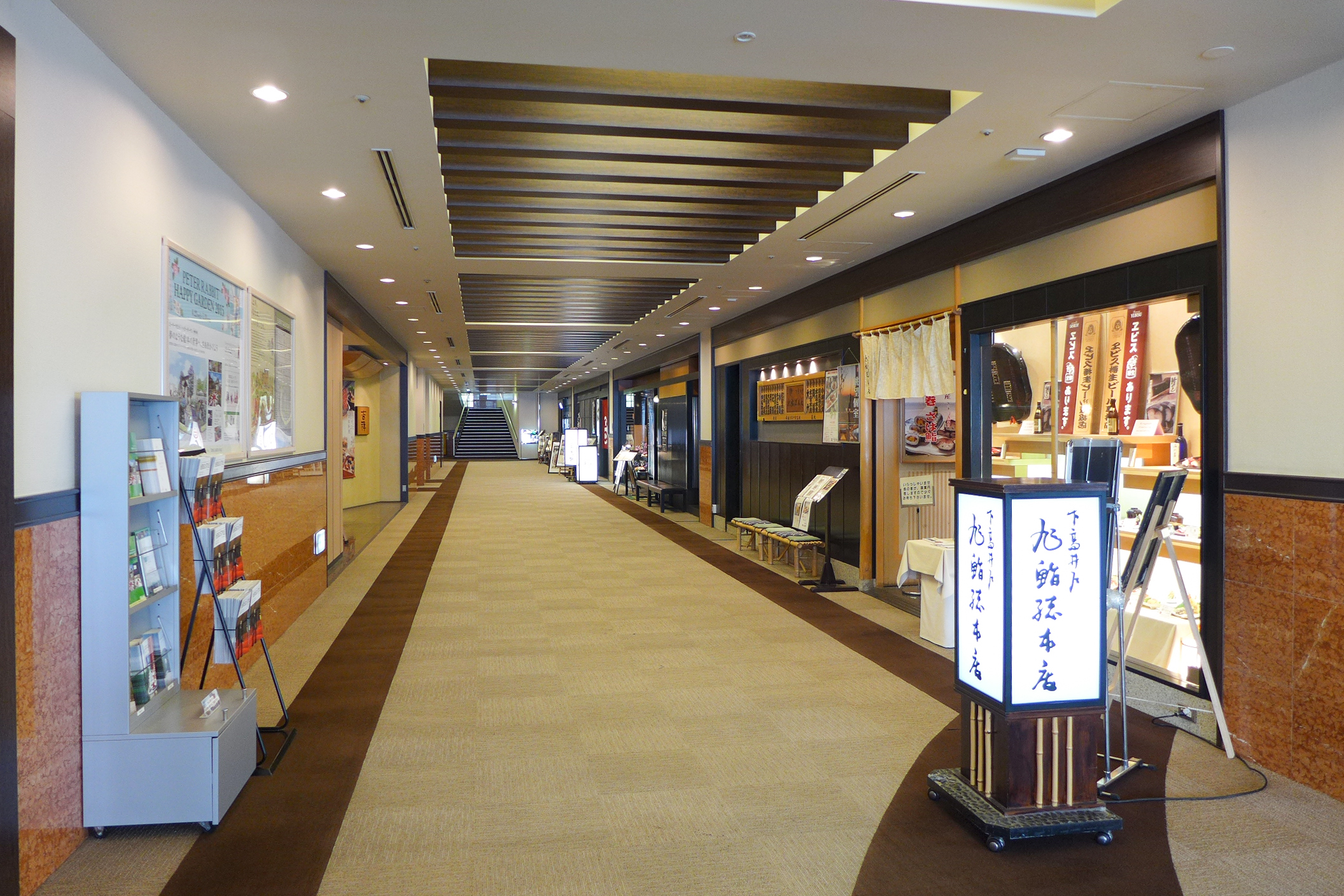
38階スカイレストラン DINING＆SKY
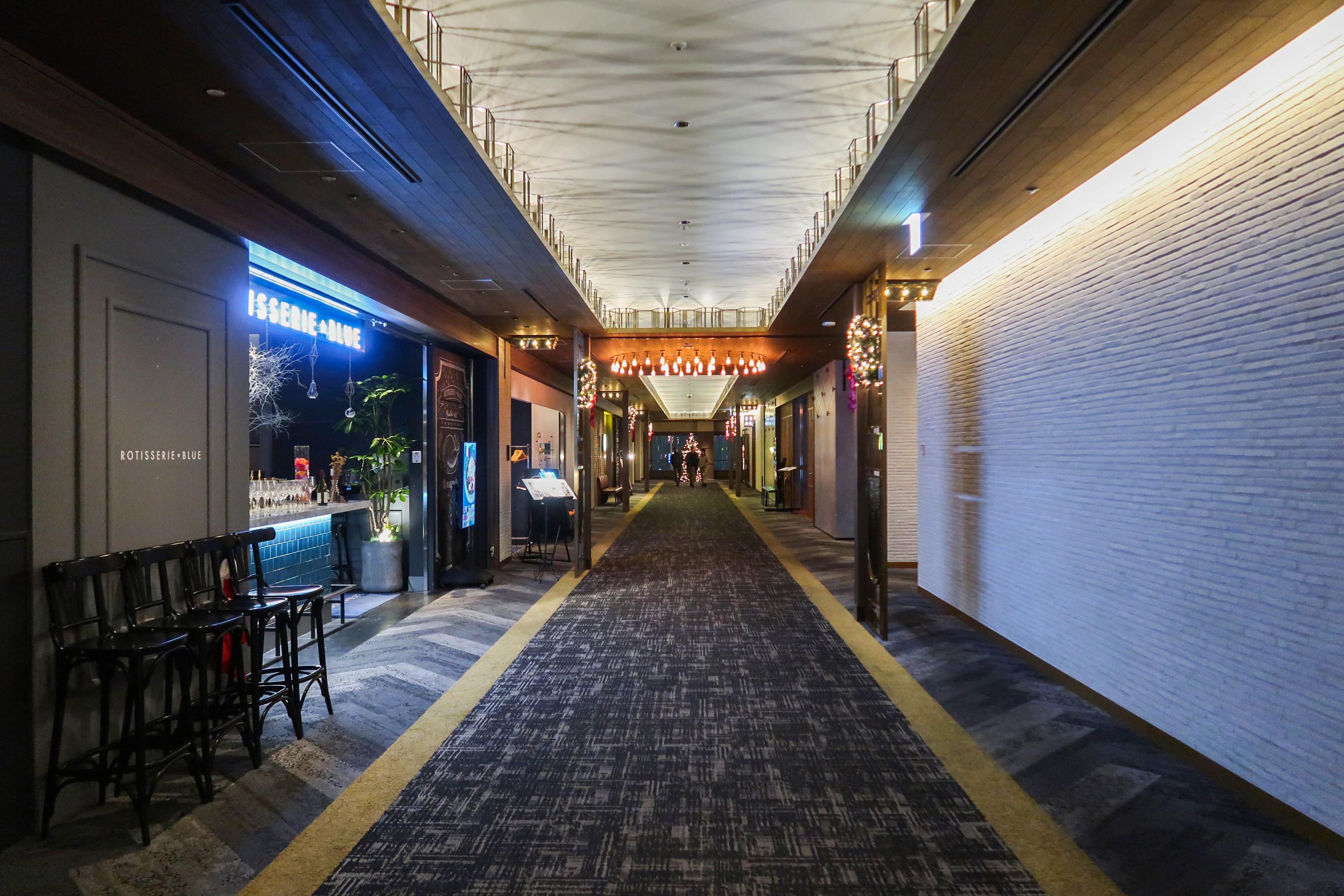
39階スカイレストラン DINING＆SKY
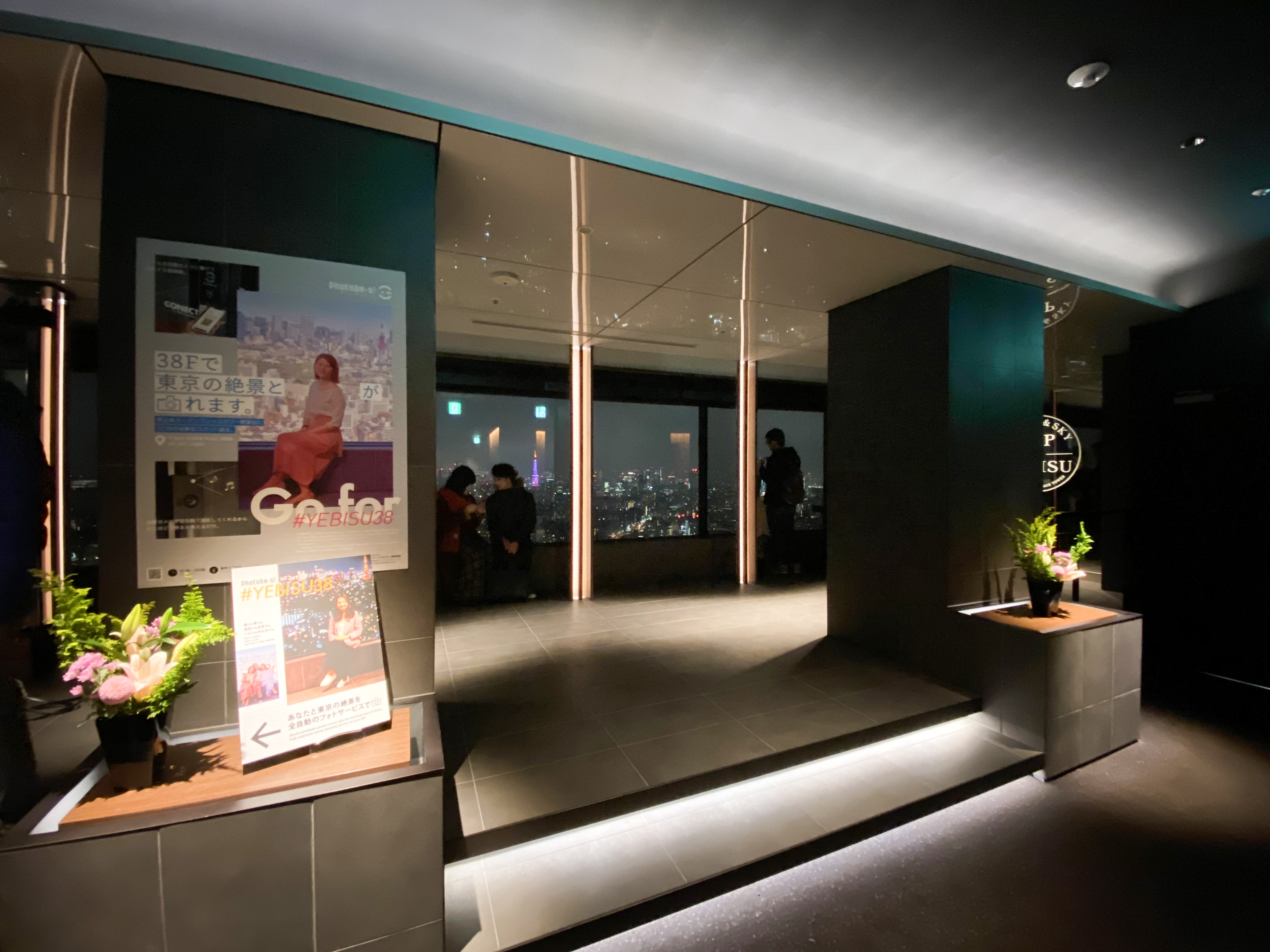
39階TOP of YEBISU
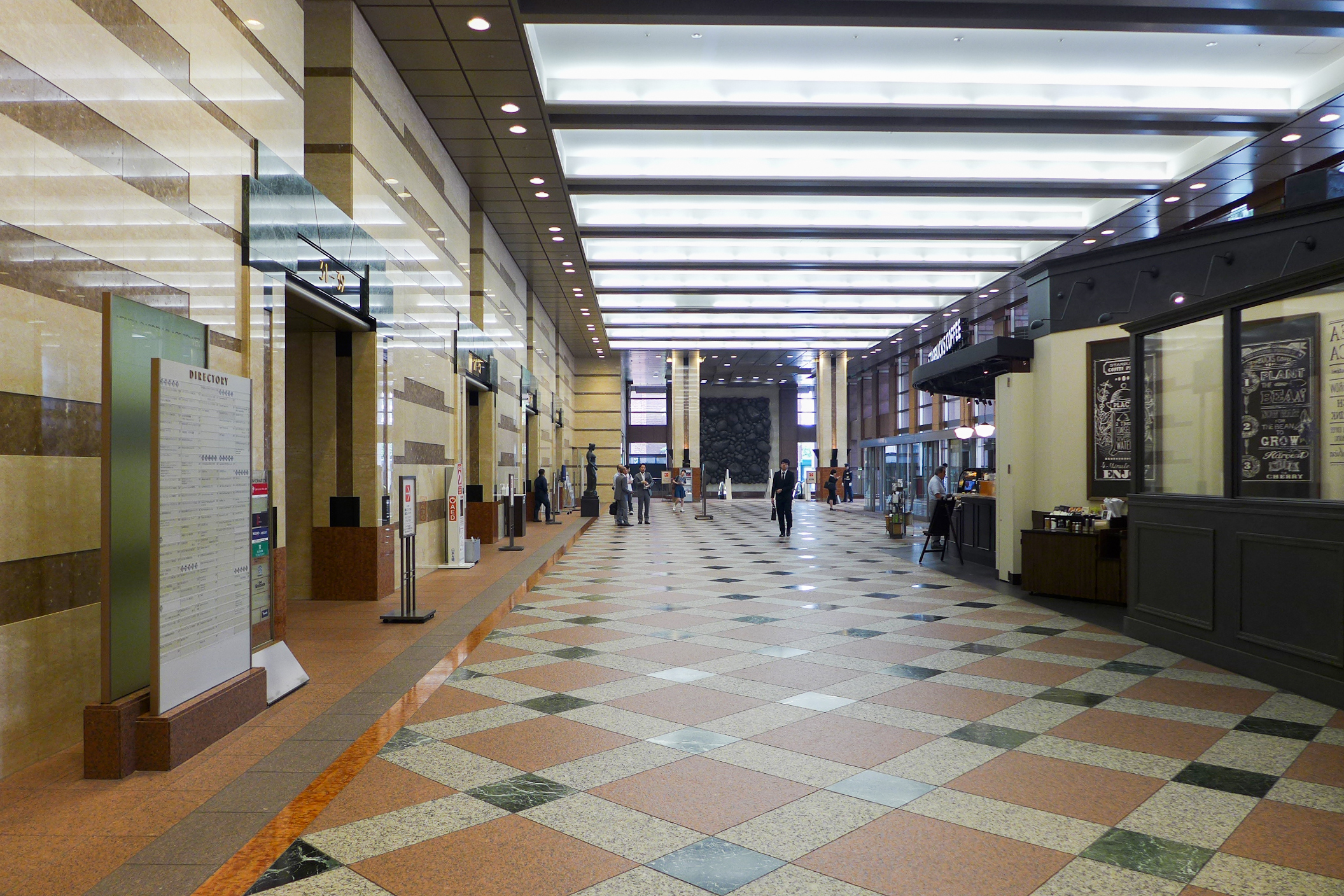
オフィスロビー
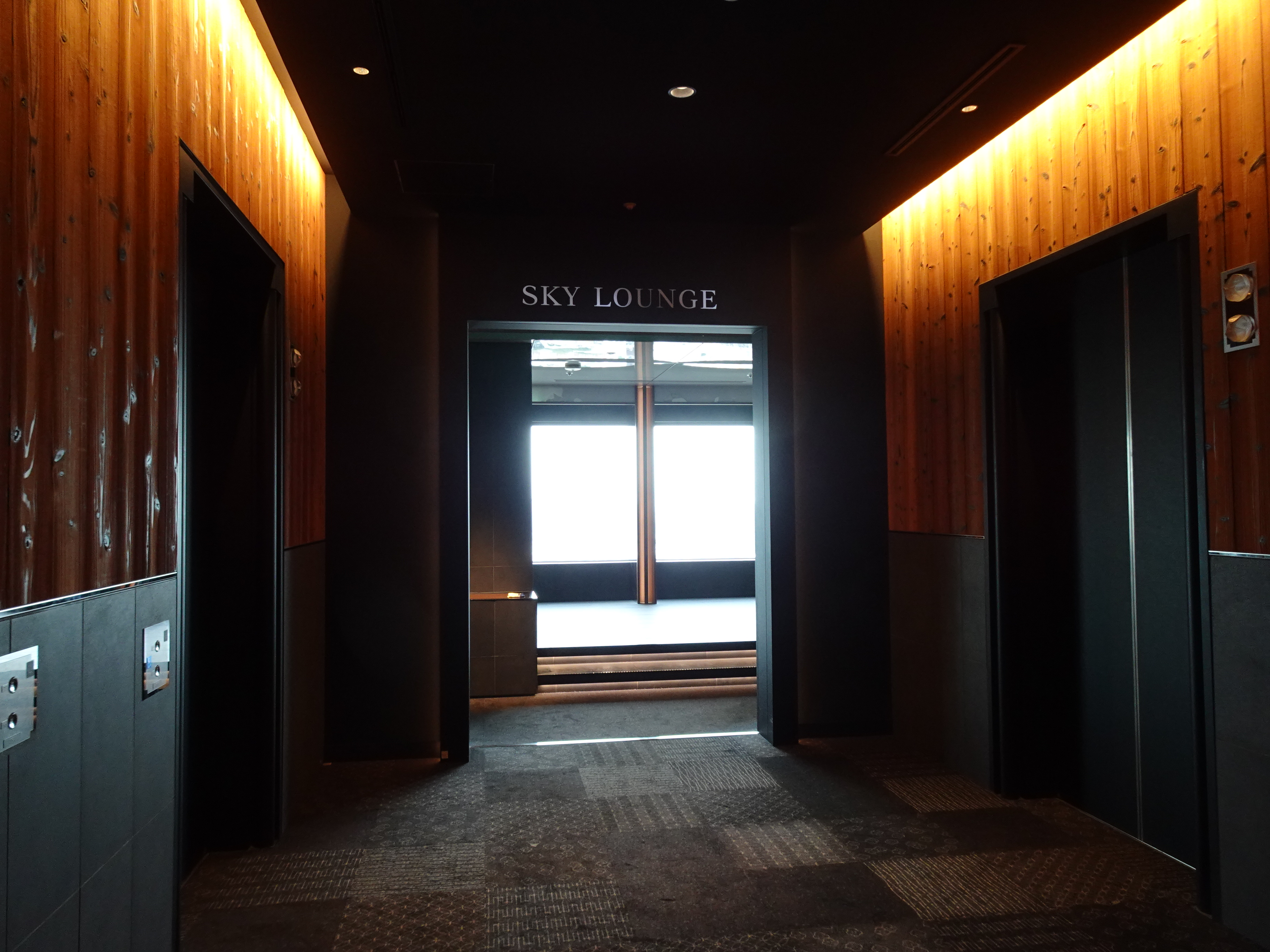
38階のスカイラウンジへの入口
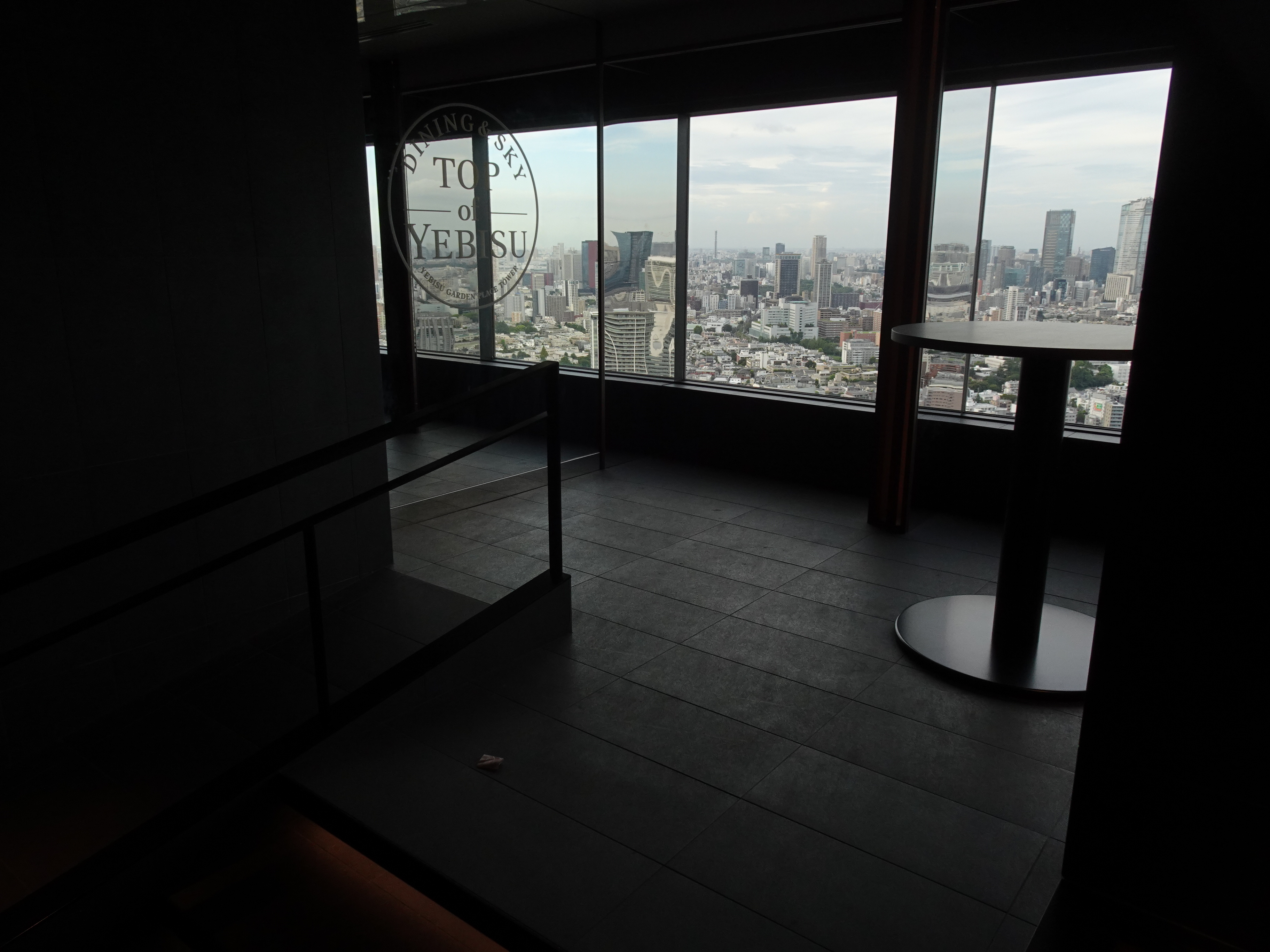
38階のスカイラウンジ
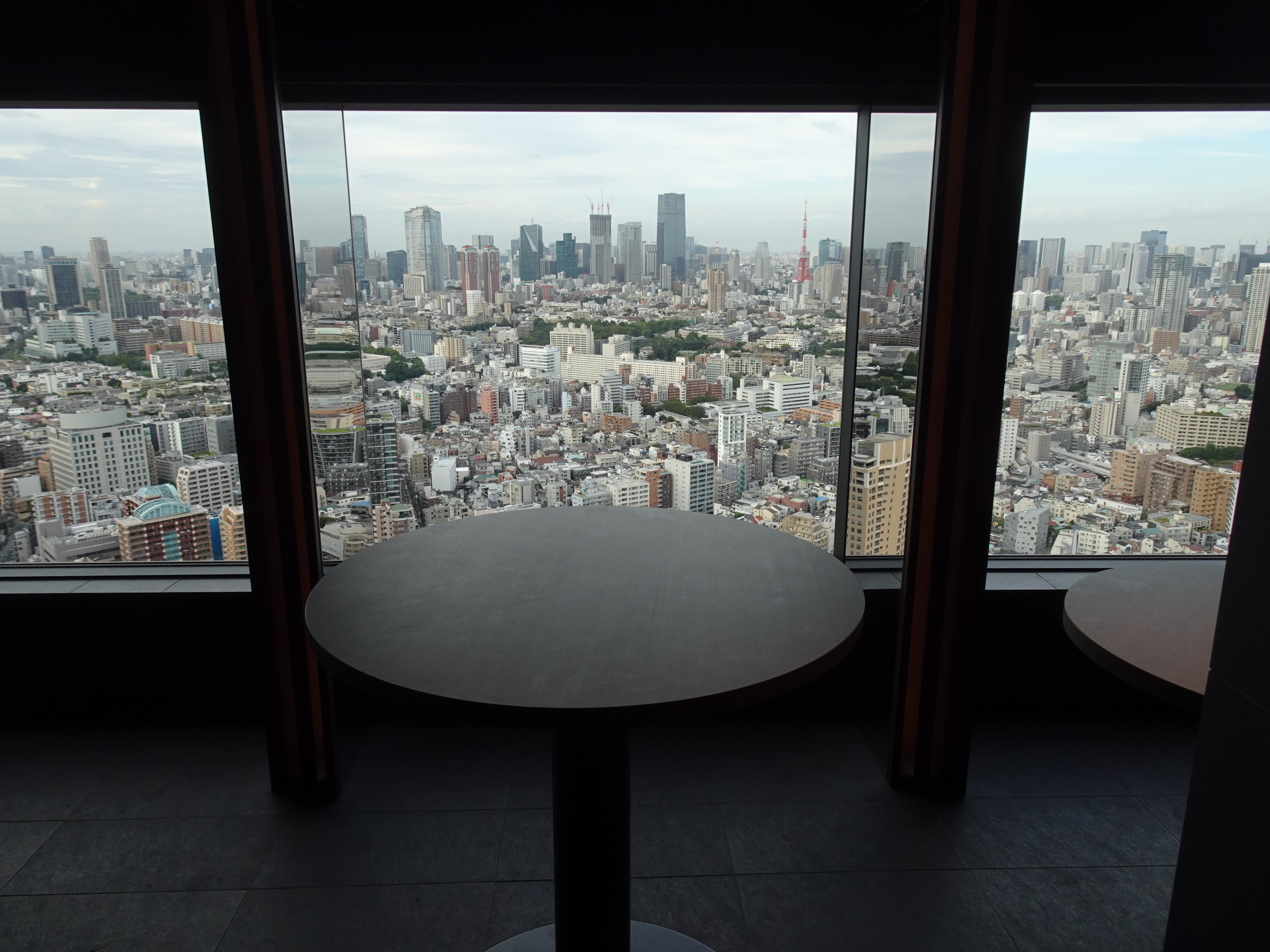
38階のスカイラウンジ
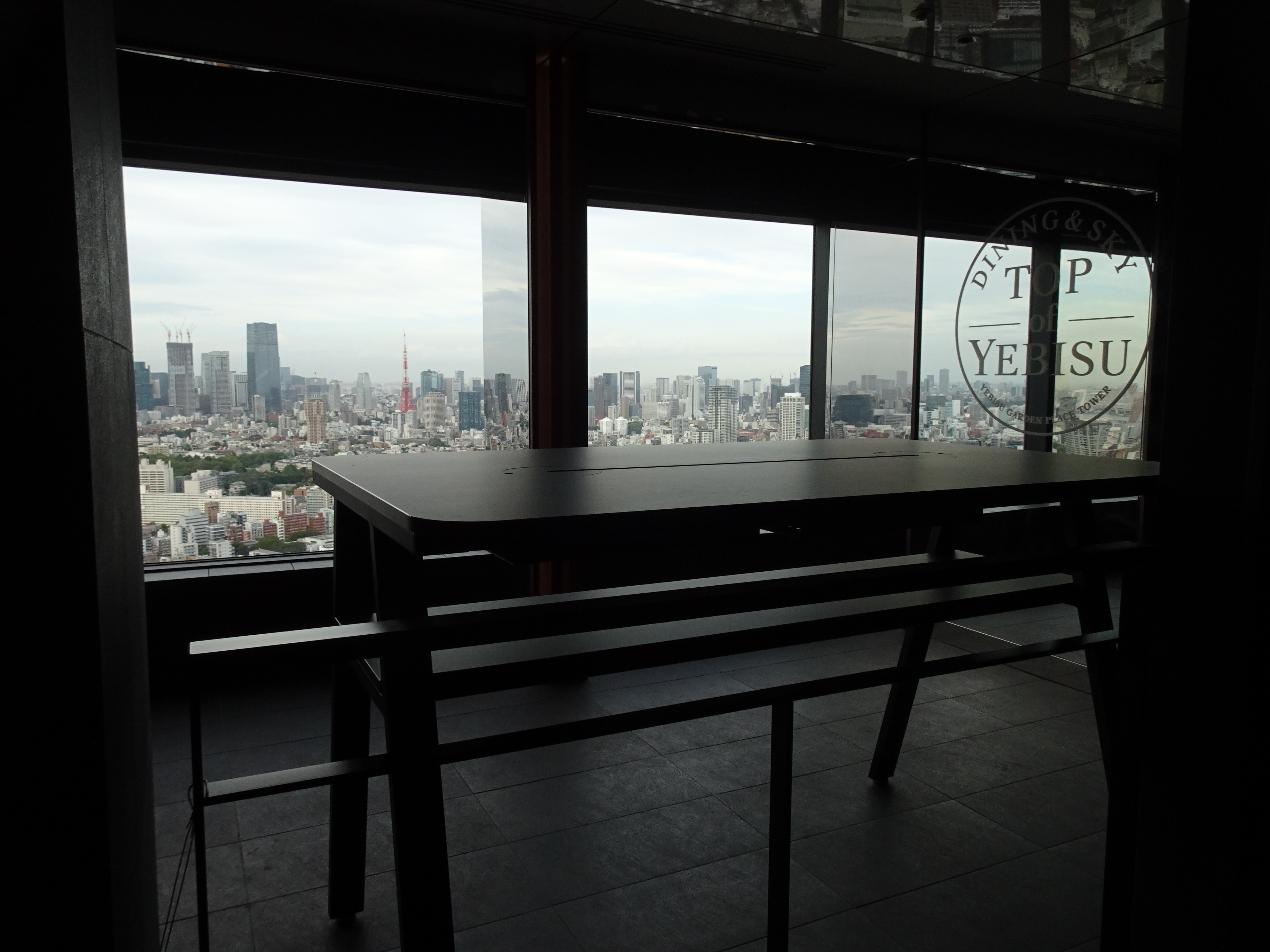
38階のスカイラウンジ
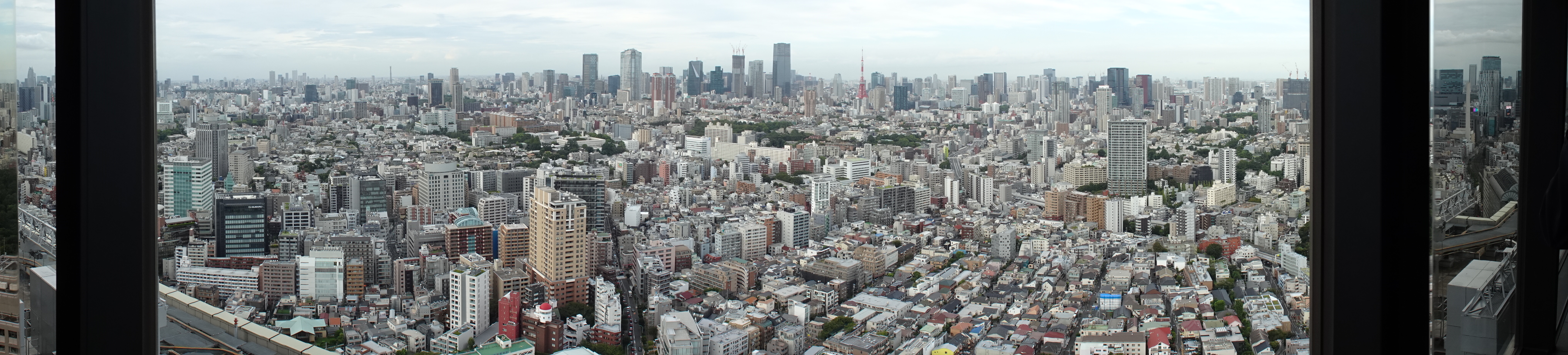
38階のスカイラウンジのパノラマ写真

ザ・ガーデンホール・ルーム
ファッションショーやコンサート、シンポジウムなどあらゆるイベントに対応可能な多目的ホール。
東京都写真美術館
都が運営する世界でも数少ない写真・画像専門の美術館として開館。2016年9月、リニューアルオープンし、愛称を「トップミュージアム（TOP MUSEUM）」に制定。
YEBISU GARDEN CINEMA
恵比寿ガーデンテラス弐番館低層部に所在する映画館（ミニシアター）。
それまで直営館を持たなかった日本ヘラルド映画が、芸術性の高い作品の公開の場を確保しようと、サッポロビールから場所を借りて、1994年（平成6年）10月8日に「恵比寿ガーデンシネマ」として開業するが、2011年1月28日の上映をもって休館。5月にK-POP専用劇場「K THEATER TOKYO」として再開するが、14年末で契約期間満了のため閉館した。
2015年（平成27年）3月28日、従前の名前をほぼ引き継いだ「YEBISU GARDEN CINEMA」として開業し、施設のリニューアルに合わせて21年3月から一時休館したが、22年11月8日、営業を再開した。改装などは行っていないが、スクリーンに対して斜めに映写していたスクリーン1の映写機をスクリーンの正面から映写できるよう移動。加えて、コロナ禍でオンライン予約の比率が高くなったことからチケットの発券専用機2台を新たに導入した。
運営は当初、日本ヘラルド映画（後の角川ヘラルド・ピクチャーズ）が手掛けていた。しかし、2007年3月1日、同社は角川映画に吸収合併され、角川シネプレックス（現：ユナイテッド・シネマ）となった。
| 代                      | 座席数                               |
| ----------------------- | ------------------------------------ |
| 初代（1994年 - 2011年） | シネマ1：232席 シネマ2：116席        |
| 2代目（2015年 - ）      | スクリーン1：187席 スクリーン2：93席 |

シャトーレストラン「ジョエル・ロブション」

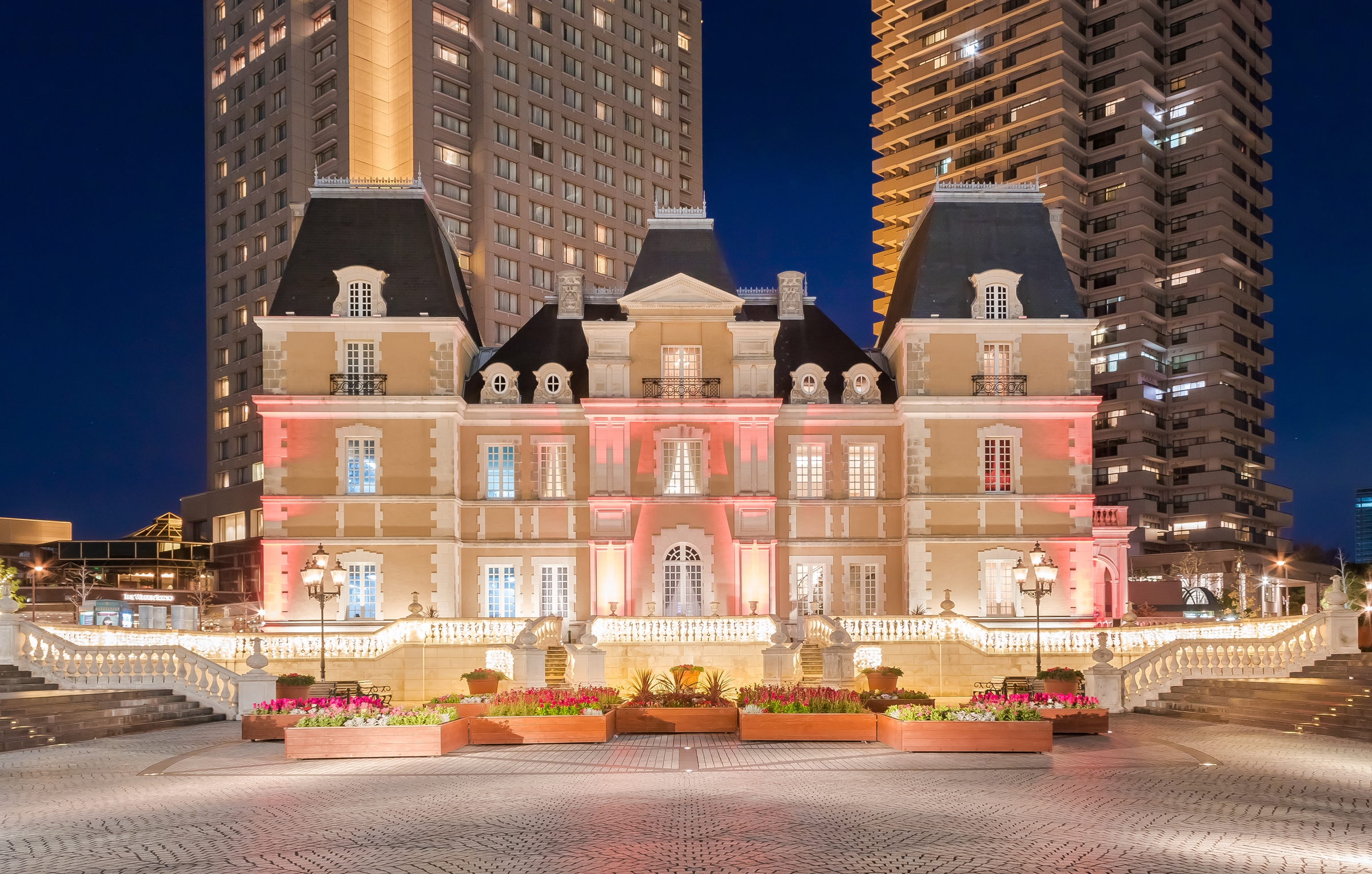
ジョエル・ロブション

ジョエル・ロブションが2003年パリに開店したカジュアルフレンチレストランと同名の日本第1号店である「ラ ターブル ドゥ ジョエル・ロブション」が1階、ジョエル・ロブションが世界で展開するレストランの中でも最高峰のブランドとなる「ガストロノミー “ジョエル・ロブション”」が2・3階で営業する。「ミシュランガイド東京2014」において「ラ ターブル ドゥ ジョエル・ロブション」が二つ星、「ガストロノミー “ジョエル・ロブション”」は三つ星を獲得している。外観は18世紀フランスのロココ様式で、外装のライムストーンなどの材料はフランスから調達された。
集合住宅
総戸数1030戸の都市型住宅であり、先述の通り、3棟は全てを賃貸として建設を進めるが、恵比寿ガーデンテラス壱番館は分譲住宅に変更された。
- 恵比寿ガーデンテラス壱番館 - 地下4階・地上32階建・総戸数290戸[18]。
- 恵比寿ガーデンテラス弐番館 -  地下2階・地上13階建て・総戸数220戸[18]。下層部にYEBISU GARDEN CINEMAが配置される。
- 恵比寿ビュータワー -  地下3階・地上32階建て・総戸数520戸[18]。住都公団が建設した賃貸住宅（UR賃貸住宅）。竣工から20年が経過したため、2015年までに大規模な改修が行われた[30]。

ノジマ プライム セレクション エビス
撤退したTSUTAYA恵比寿ガーデンプレイス店跡に、10月、ノジマが初の都心型コンセプトショップとして位置づけ開業。イベントスペースも設け、調理家電の体験会やプログラミング教室も開講する。
ウェスティンホテル東京
サッポロビールが建設し、ウェスティン・ホテルズ&リゾーツ（現：マリオット・インターナショナル傘下）に運営を委託する方式で開業する。しかし、2004年にモルガン・スタンレーが運用する不動産ファンドが、サッポロHDから約500億円で買収。2008年2月にはサブプライムローン問題の余波を受け、モルガンからシンガポール政府投資公社（GIC）が約770億円で買収。2019年末にはシンガポールに拠点を置く中国系の投資会社ブライトルビーがGICから約1000億円で実質的に買収するなど、所有者が変遷している。

## 撤退したテナント
TSUTAYA恵比寿ガーデンプレイス店
プレイスタワー内に本社を構えたカルチュア・コンビニエンス・クラブが東京の旗艦店としてオープン。オープンから24年が経ち、恵比寿の街並みも変わり、周辺にTSUTAYAや蔦屋書店がオープンしたことから、旧店舗は2018年2月末で閉店した。その後2022年11月に「TSUTAYA BOOKSTORE 恵比寿ガーデンプレイス店」として再出店している。
恵比寿三越
恵比寿ガーデンプレイス内の核店舗として開業。地域密着型の店作りを掲げ、呉服、高級宝飾品、家具などは除き、その代わり、食品、生活雑貨、カジュアル衣料などを充実させ、食品売場では三越としては初めてとなるセルフサービス・集中レジ方式を導入した。
売り上げのピークは1996年。2010年代から社内で、収益上の課題が認識され始め、段階的な店舗の入れ替えなどを行うが、ネット通販の台頭に加え、周辺施設との競争で業績が低迷。さらに新型コロナウイルスの感染拡大に伴う、消費低迷が長期化する懸念も高まり、三越伊勢丹ホールディングスは2021年2月28日を以て恵比寿三越を閉店した。

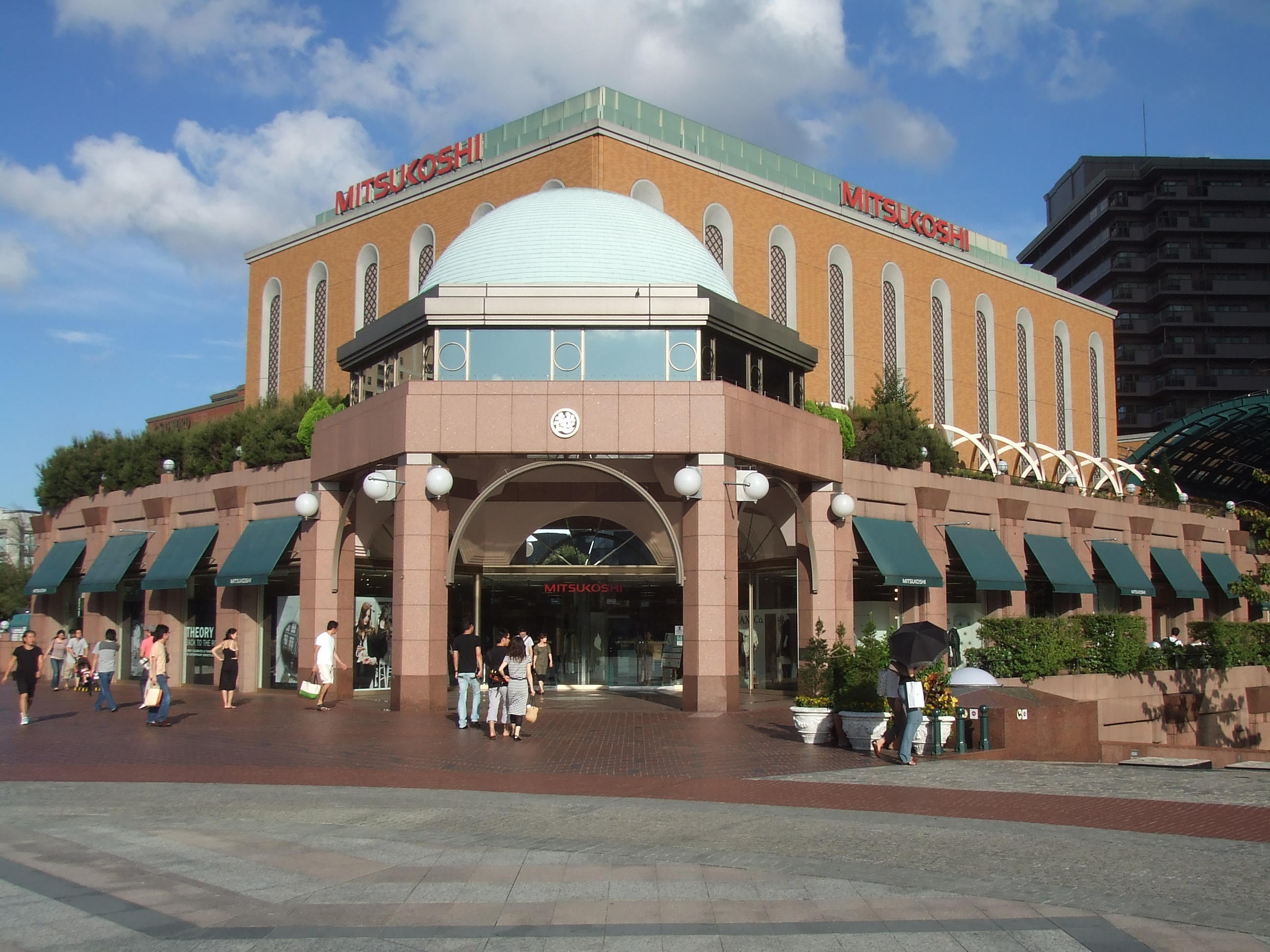
恵比寿三越（2007年9月）
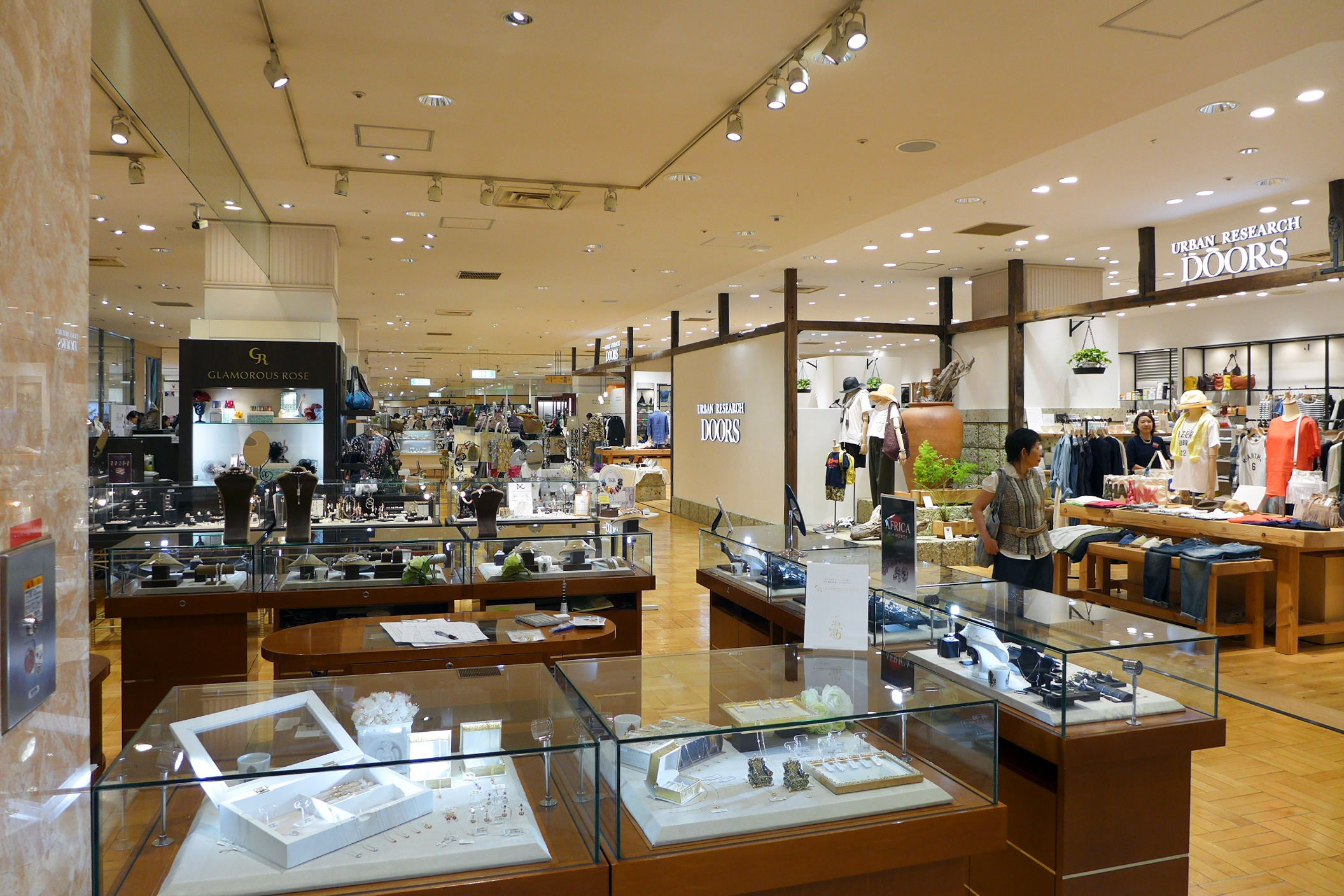
恵比寿三越内観（2015年）
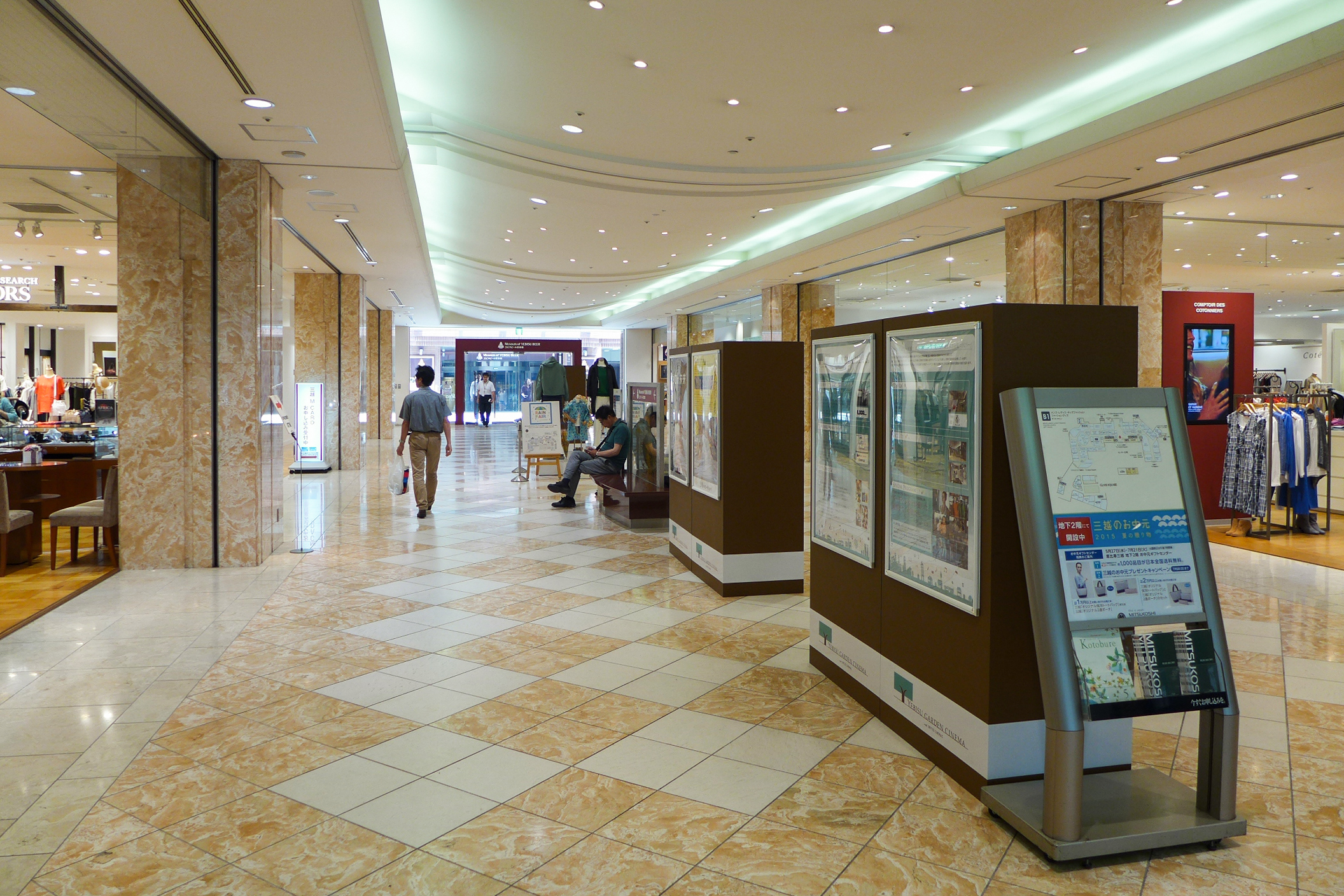
恵比寿三越内観（2015年）

ビヤステーション恵比寿
時計広場のそばにあったビアレストランで、ホールやバルコニー、個室などで1階・2階に計450席を設けていた。2020年までサッポロビールとニユートーキヨーの合弁会社新星苑による運営だったが、21年からニユートーキョーによる単独運営に切り変わり、契約満了に伴い、12月30日で閉店した。

## 新設道路
くすのき通りとプラタナス通りは再開発に伴い、都市計画道路として整備された。また、スカイウォーク出入口にある横断歩道や信号も道路敷設に伴い設置されたものである。

## クリスマスイルミネーション

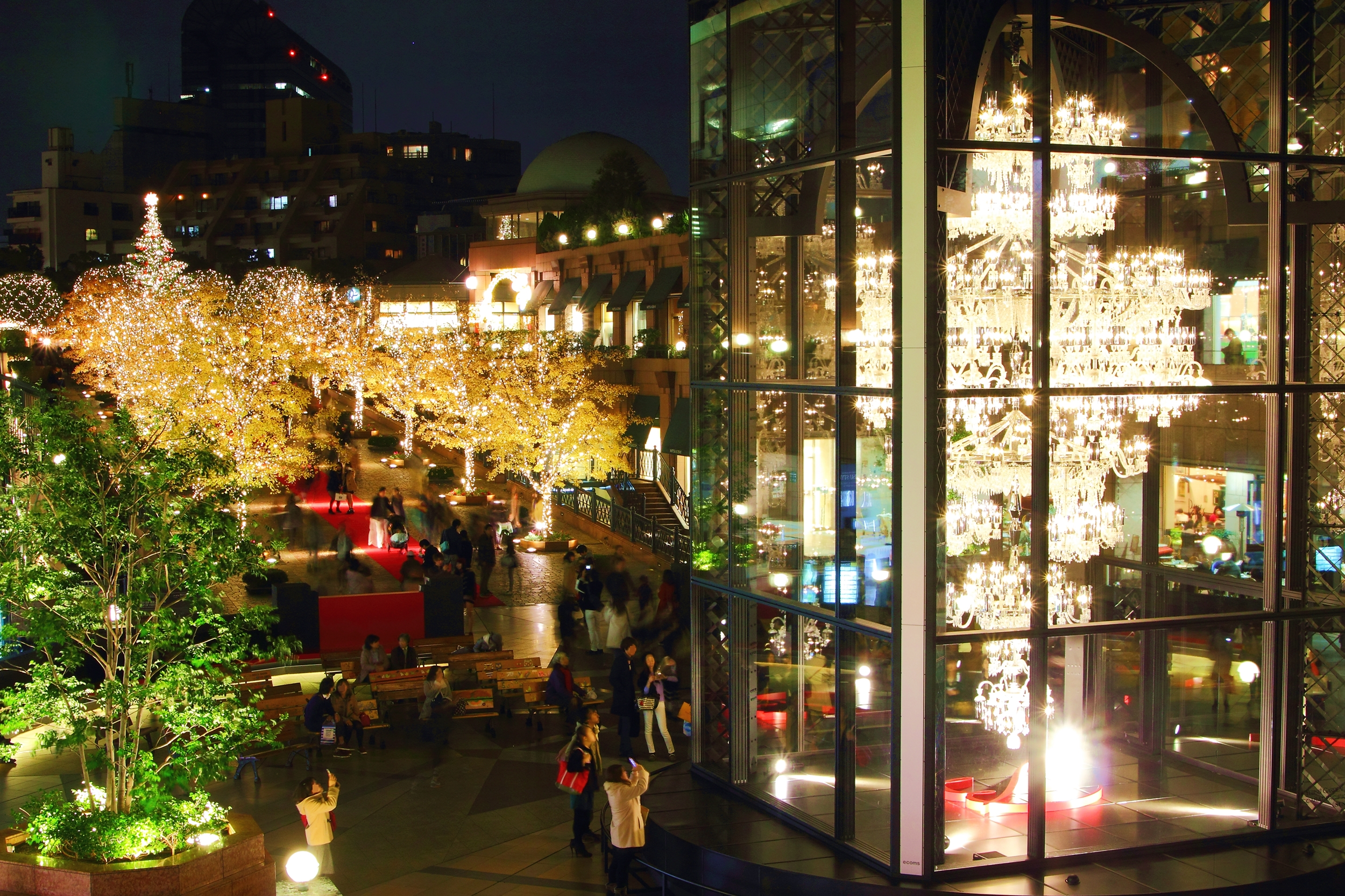
イルミネーション・右のシャンデリアはバカラ製史上最大（2014年時点）のシャンデリア

毎年クリスマス前後の11月から翌年1月にかけて、約10万灯の電飾を用いたクリスマスイルミネーションが実施され、これにあわせてフランス・バカラ製、8,000ピース以上のクリスタルパーツ・電飾250灯からなる世界最大級のシャンデリアも設置される。

## 郵便番号
所在地である渋谷区恵比寿の郵便番号は、150-0013であるが、ガーデンプレイスの1~39階は150-6001（1階）~150-6039（39階）、地階・階層不明部分には、150-6090が付番されている。

## ロケ地
TBSテレビ系列で放送され、2007年の第2シリーズ最終回の視聴率が27.6%を記録した『花より男子』では、第1シリーズ第4話で牧野つくし（井上真央）と道明寺司（松本潤）が初デートするシーンが描かれるが、待ち合わせ場所として道明寺が指定したのが恵比寿ガーデンプレイスの時計広場だった。
制作を手掛けたTBSの瀬戸口克陽プロデューサーによると、ドラマが始まった時点ではこの広場でのロケは一度きりのはずだったが、人気が高まるにつれ牧野と道明寺の思い出の場所は視聴者あこがれの場所となったため、ドラマでも当初の予定を変え、重要な場面で度々登場するようにしたという。

## サッポロ不動産開発
サッポロ不動産開発は、商業施設、オフィス、集合住宅等の開発運営を手掛けるサッポロHDの子会社。恵比寿ガーデンプレイスタワー4階に本社を置く。
親会社（持株会社）のサッポロホールディングスは当社を非子会社化（外部からの出資を過半に）する方針であり、2025年度中にも結論を出すとみられている。報道によるところでは、入札に複数の投資ファンドや不動産会社が応札している。

### 沿革
- 1986年（昭和61年）7月 - 恵比寿開発株式会社が設立。
- 1988年（昭和63年）6月28日 - 星和不動産管理株式会社が設立。
- 1991年（平成3年） - 恵比寿開発株式会社が、（旧）恵比寿ガーデンプレイス株式会社へ商号変更。
- 1998年（平成10年） - 星和不動産管理株式会社が（旧）恵比寿ガーデンプレイス株式会社を吸収合併。星和不動産管理株式会社から（新）恵比寿ガーデンプレイス株式会社に商号変更。
- 2007年（平成19年）12月 - サッポロホールディングスやガーデンプレイス社の方針により、サッポロファクトリーなど北海道での事業は一部を除き新設子会社の「サッポロ都市開発株式会社」（札幌都市開発公社とは無関係）へ分割譲渡する。
- 2012年（平成24年）1月1日 - 恵比寿ガーデンプレイス株式会社からサッポロ不動産開発株式会社に商号変更[44]。
- 2014年（平成26年）
  - 4月1日 - サッポロ都市開発株式会社を吸収合併[45]。
  - 12月1日 - 株式会社サッポロスポーツプラザの株式をダンロップスポーツ株式会社に譲渡[46]。

## ギャラリー

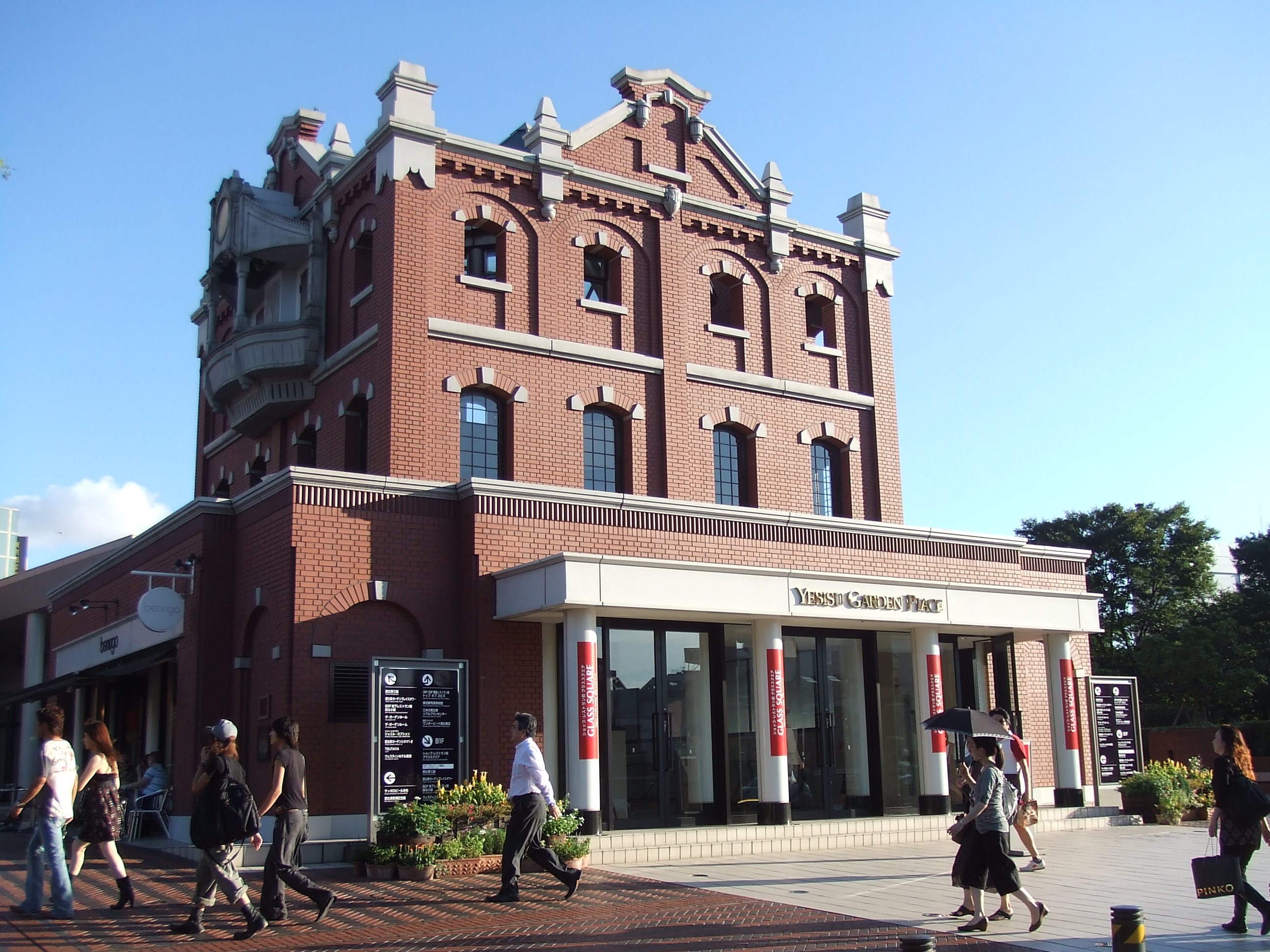
エントランスパビリオン（2007年9月）
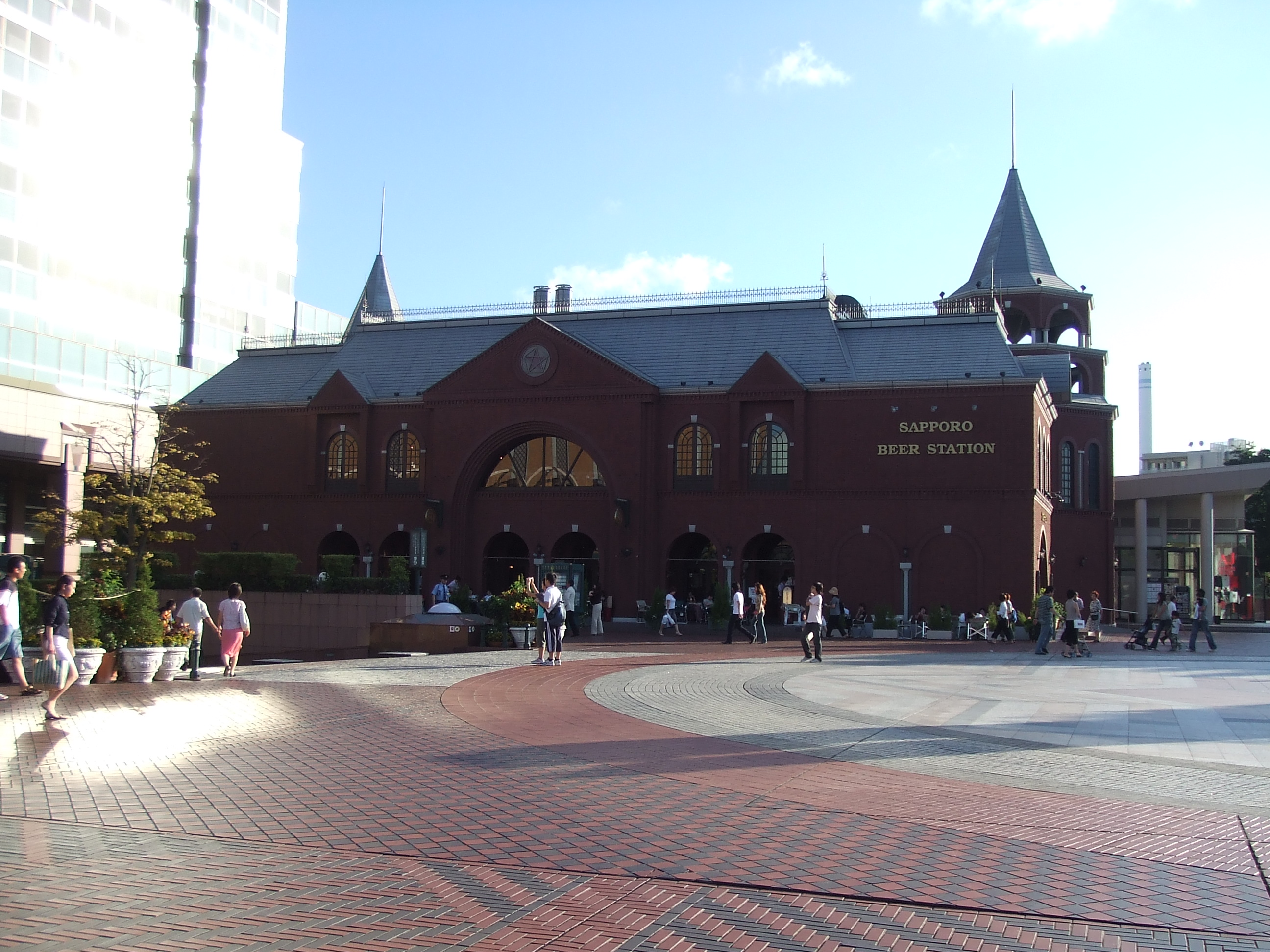
ビアステーション恵比寿（2007年9月）
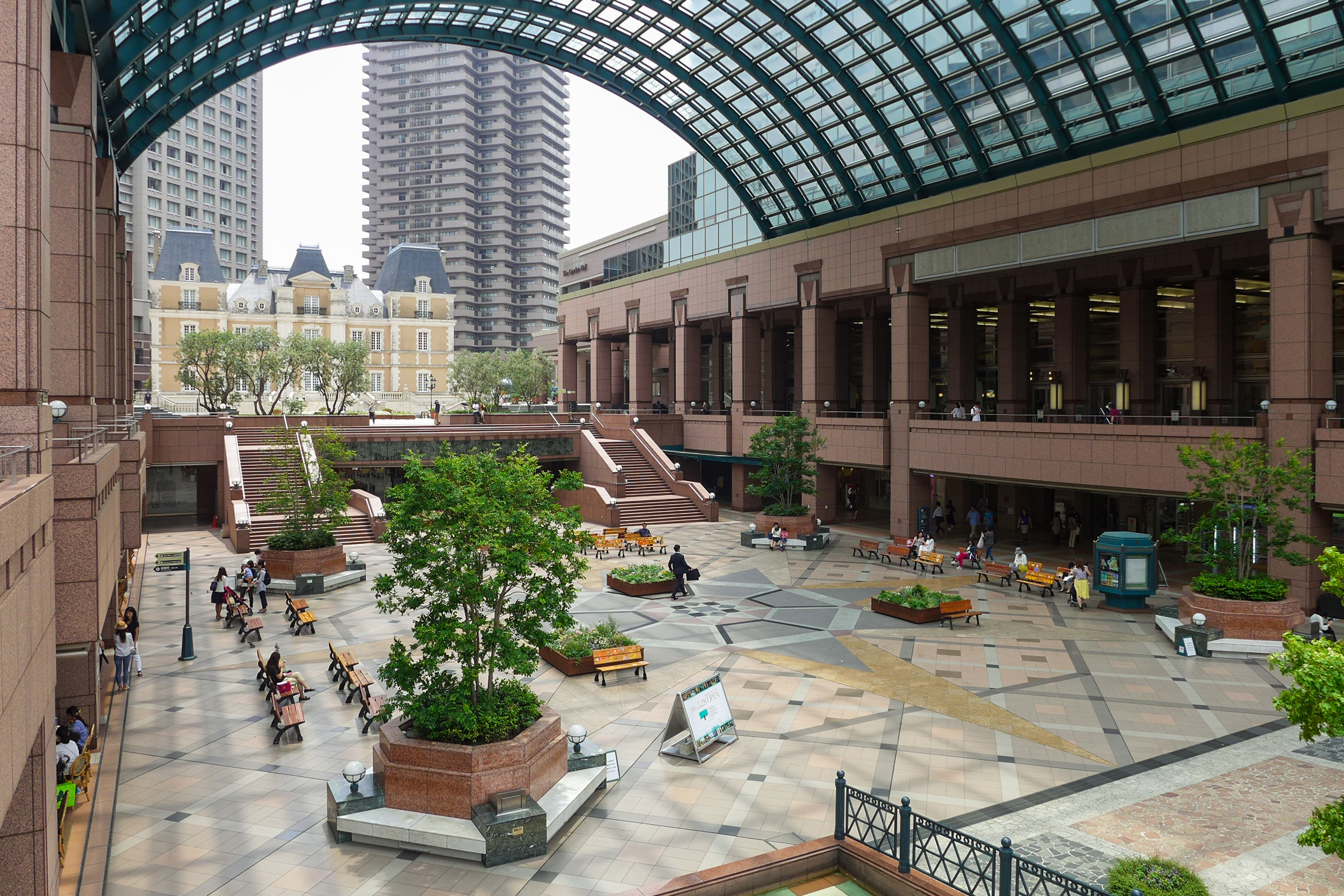
坂道のプロムナードとセンター広場（2015年）
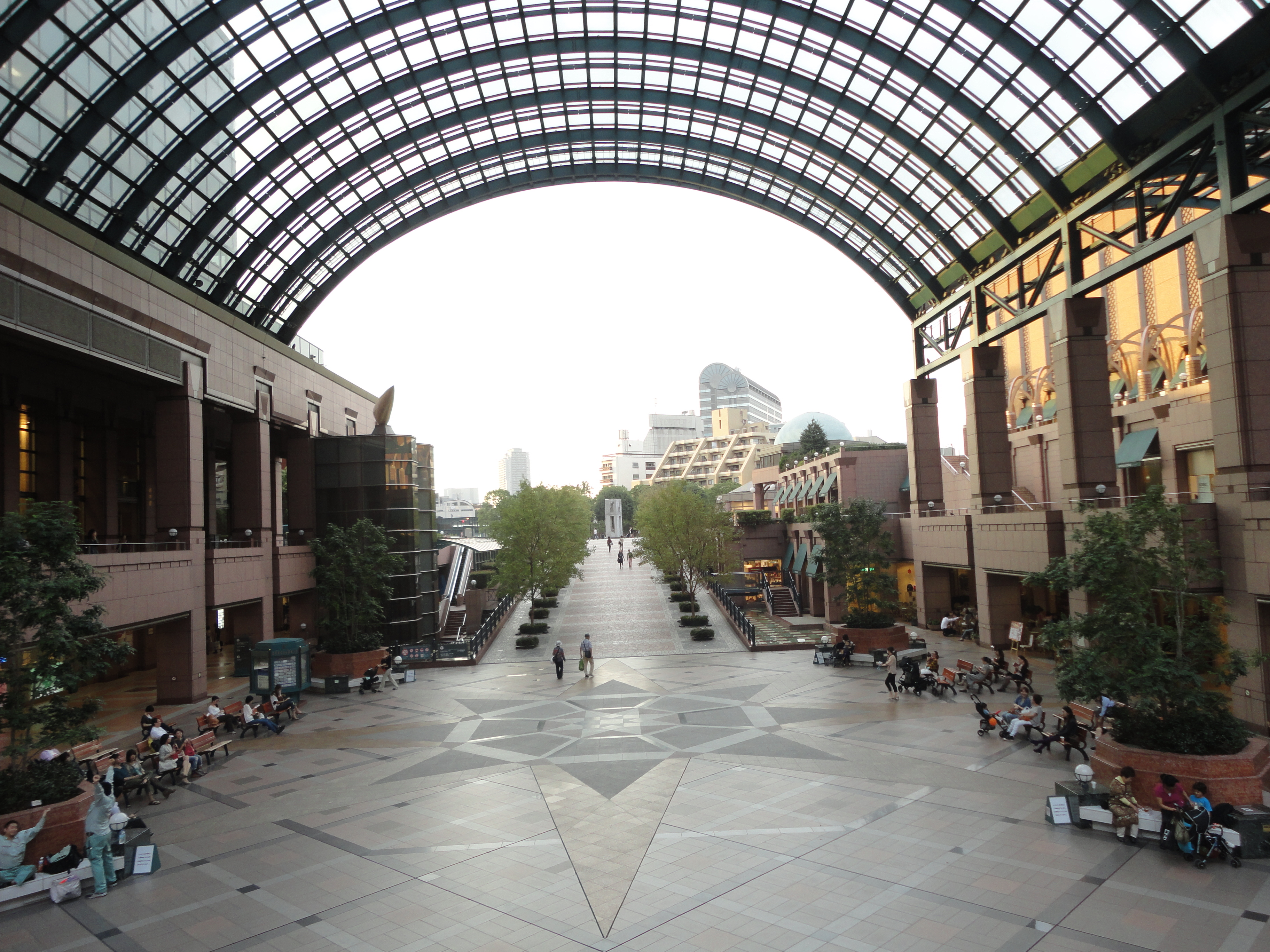
坂道のプロムナードとセンター広場（2011年）
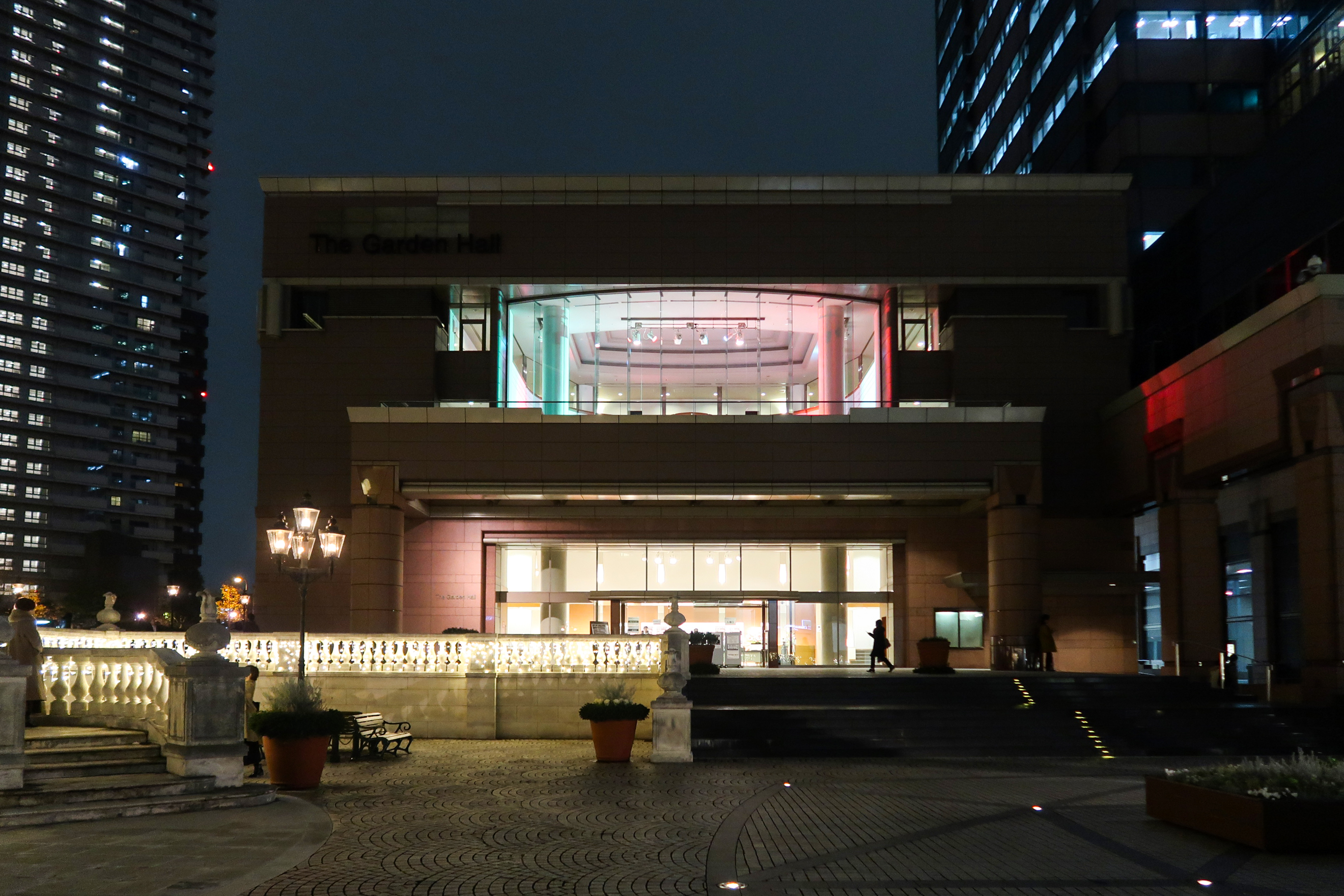
The Garden Hall（2019年）
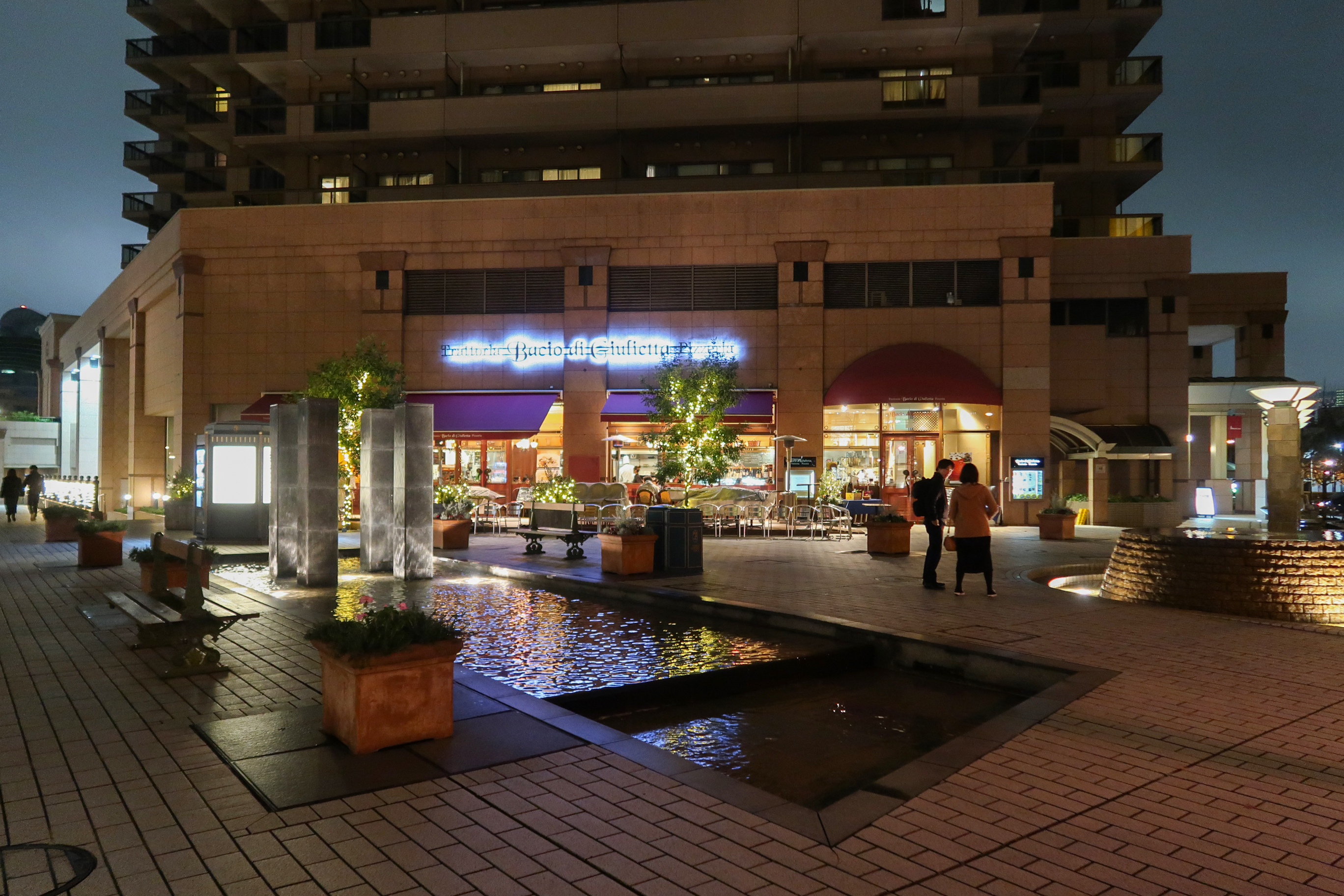
Plantanus Square（2019年）
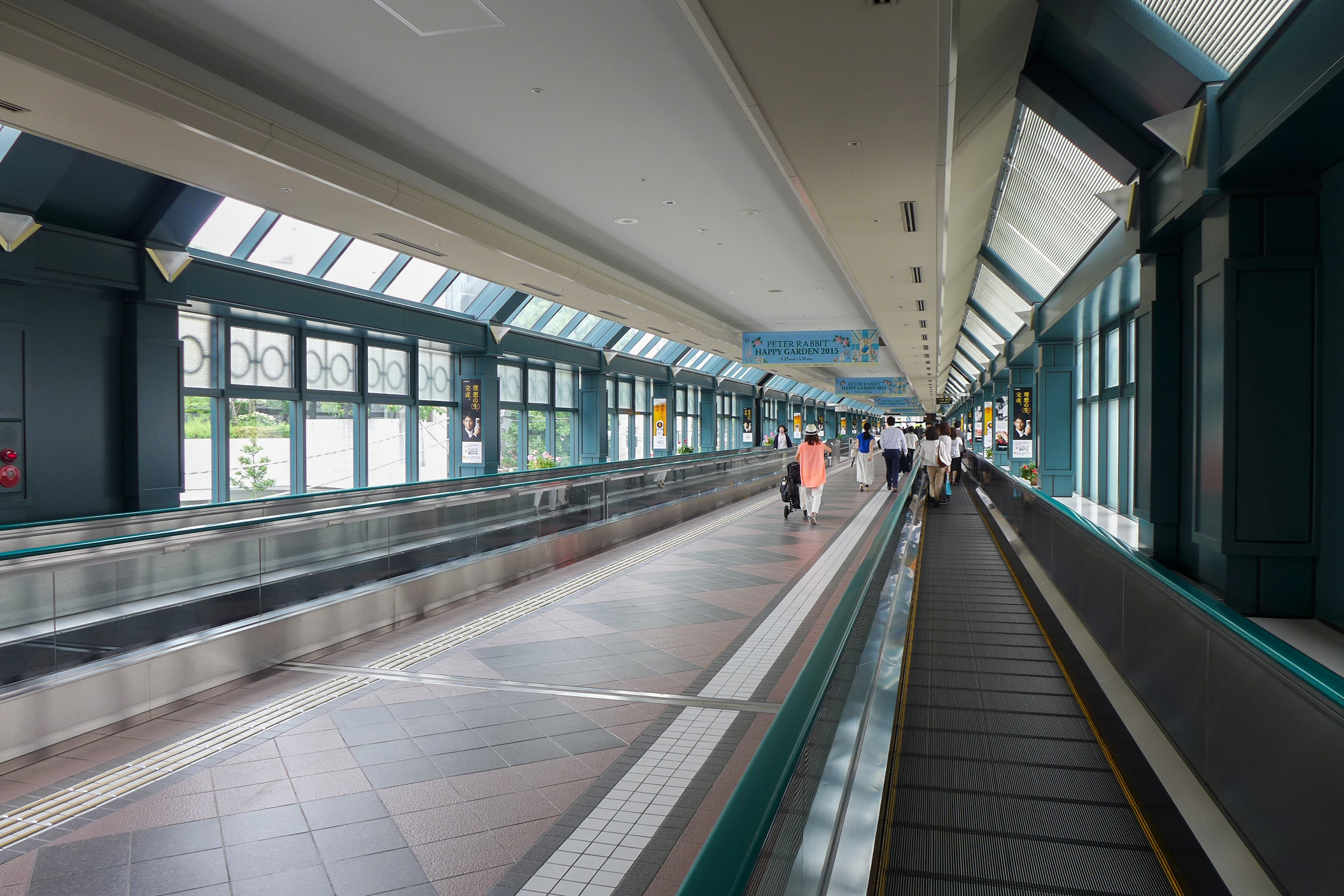
Yebisu Sky walk（2015年）